# Vitralii despre războiul din Vendée

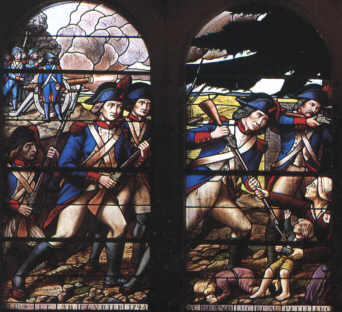
Vitraliul „Masacrul de la Petit-Luc” din biserica satului Les Lucs-sur-Boulogne

Vitraliile despre Războiul din Vendée au fost create începând cu a doua jumătate a secolului al XVIII-lea, pentru a comemora grozăviile comise în timpul Războiul din Vendée. Drept represalii au avut loc atunci mai multe execuții în masă asupra civililor. Nu doar bisericile, ci localități întregi din Vendée au fost  distruse în contextul respectiv.

## Condiții de realizare a vitraliilor
Amintirea eroilor și martirilor locali rămăsese vie în rândurile populației din Vendée și acțiunile Bisericii Catolice de a beatifica pe unii dintre martiri, care erau înrudiți cu unii din locuitorii în viață, era un motiv de a menține vie această amintire. Astfel, diferite scene ilustrând evenimente din perioada războiului din Vendée au fost reprezentate pe aceste vitralii, subiectul regăsindu-se în peste 100 de vitralii din peste 40 de biserici. Majoritatea acestor lucrări a fost realizată în intervalul 1870 – 1990. Fenomenul este unic, Vendée fiind singura regiune în care un conflict armat, care a avut loc cu peste un secol înainte, a constituit tema unei serii de opere de artă din biserici.
Acțiunea populară de ilustrare a războiului în noile vitralii ale bisericilor era încurajată de unele dintre episcopiile locale. Astfel, în diecezele Luçon și Angers episcopii au încurajat preoții să-și împodobească astfel bisericile pe când cei din Nantes și Poitiers au arătat un interes redus pentru vitralii,  , ceea se se poate explica, cel puțin în parte, prin faptul că orașul Nantes era unul din centrele republicane din zonă. 
Un factor care a facilitat realizarea vitraliilor a fost înființarea în zonă, întâi la Saint-Georges-sur-Loire în 1836 și apoi la Angers, în 1860 a unor ateliere specializate în prelucrarea sticlei, cu care excepții, vitraliile fiind executate de maiștri sticlari locali. Această implicare a unor artizani care cunoșteau nu numai zona ci și sentimentele populației locale a permis vitraliilor să prezinte cu mai multă exactitate sentimentele acestei populații. Astfel, vitraliul Marchizei de La Rochejaquelein instalat în capela castelului de Clisson și realizat de maistrul parizian Émile Hirsch, este mai complex din punct de vedere tehnic decât vitraliile meșterilor locali, dar nu are conținului emoțional al acestora.
Unul din primii artiști care s-au ocupat de vitraliile din zonă a fost sticlarul Meuret, care a realizat în jurul anului 1860 primul vitraliu din seria celor dedicate războiului din Vendée. De asemenea, diferiți artiști plastici s-au arătat interesați în conceperea vitraliilor. Dintre aceștia pot fi menționați René-Victor Livache și apoi fiul său Victor Livache care realizează cartoanele pe baza cărora se execută primele vitraliile. Dintre meșterii sticlari care executau vitraliile este de remarcat Jean Clamens. Atelierul acestuia a fost preluat în 1919 de Georges Merklen, care s-a asociat cu arhitectul André Mornet pentru a înființa un consorțiu de meseriași care se ocupau de arta sacră. Atelierul este preluat în 1934 de Maurice René Bordereau, un meșter sticlar care își făcuse aici ucenicia. Vitraliile mai recente au fost realizate de Éric Brejon și Marie-Pierre Sire, care au înființat firma Bréjon-Sire din Les Clouzeaux, specializată în produse de sticlărie. 
Vitraliile au fost finanțate în general de donații la nivel local, donatorii fiind personalități locale cu situație financiară bună, familiile victimelor războiului din Vendée, preoții și enorișii parohiilor rurale din zonă și asociațiile care se ocupau de memoria victimelor din Vendée. Nobilimea locală a finanțat un număr important din vitralii: contesa de Bernard a donat vitraliile bisericii La Madeleine din Angers, marchizul de Civrac pe cele ale bisericii din Beaupréau iar marchizul de Dampierre pe cele din Loroux-Béconnais. . Niciun vitraliu nu a fost finanțat de guvernul francez ca o reparație morală a crimelor comise în Vendée.
Vitraliile sunt instalate cu prioritate în parohiile care au fost mai intens marcate de războiul din Vendée, fie din cauza unui eveniment important care a avut loc în localitatea respectivă (de exemplu un masacru sau o bătălie), fie pentru că erau legate de activitatea unuia din conducătorii militari ai armatei răsculaților.
Multe din vitraliile pun în evidență aspectul religios al războiului. Autoritățile revoluționare franceză decretaseră încă din 1790 o reorganizare a clerului transformând preoții în "funcționari publici ecleziastici".  În 1793 cultul catolic a fost intezis în Franța și bisericile au fost închise. Vitraliile îi prezintă pe luptătorii din Vendée ca niște apărători ai credinței, care se opun torționarilor republicani. 
Vitraliile se concentrează pe câteva teme importante :
- Evenimente locale : masacre sau bătălii;
- Conducători militari ai armatei catolice și regale;
- Preoți care au inspirat rezistența religioasă
- Manifestări ale credinței localnicilor;
- Victime ale represiunii republicane;
- Lucrări alegorice.

## Vitralii ilustrând masacrele comise în războiul din Vendée
Trupele republicane au acționat cu brutalitate extremă în timpul războiului din Vendée, brutalitate care era cerută prin ordinele Comitetului Salvării Publice cât și de comandantul șef al armatei republicane din vest, generalul Louis Marie Turreau. Au existat sate care au fost incendiate și complet distruse : au existat cazuri în care întreaga populație, inclusiv femeile și copii, a fost omorîtă. Memoria acestor masacre a rămas vie în populația satelor în care au loc masacre. 
Vitraliile care ilustrează masacrele populației din diferite localități din Vendée sunt instalate în bisericile localităților unde au avut loc asemenea masacre. Ele sunt deosebit de reprezentative, deoarece prezintă adeseori scene extrem de violente, neuzuale în biserici realizate în secolele XIX – XX. 

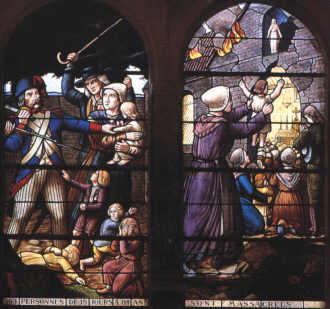
Vitraliul "Masacrul de la Petit-Luc" din biserica de la Les-Lucs-sur-Boulogne (partea dreaptă)

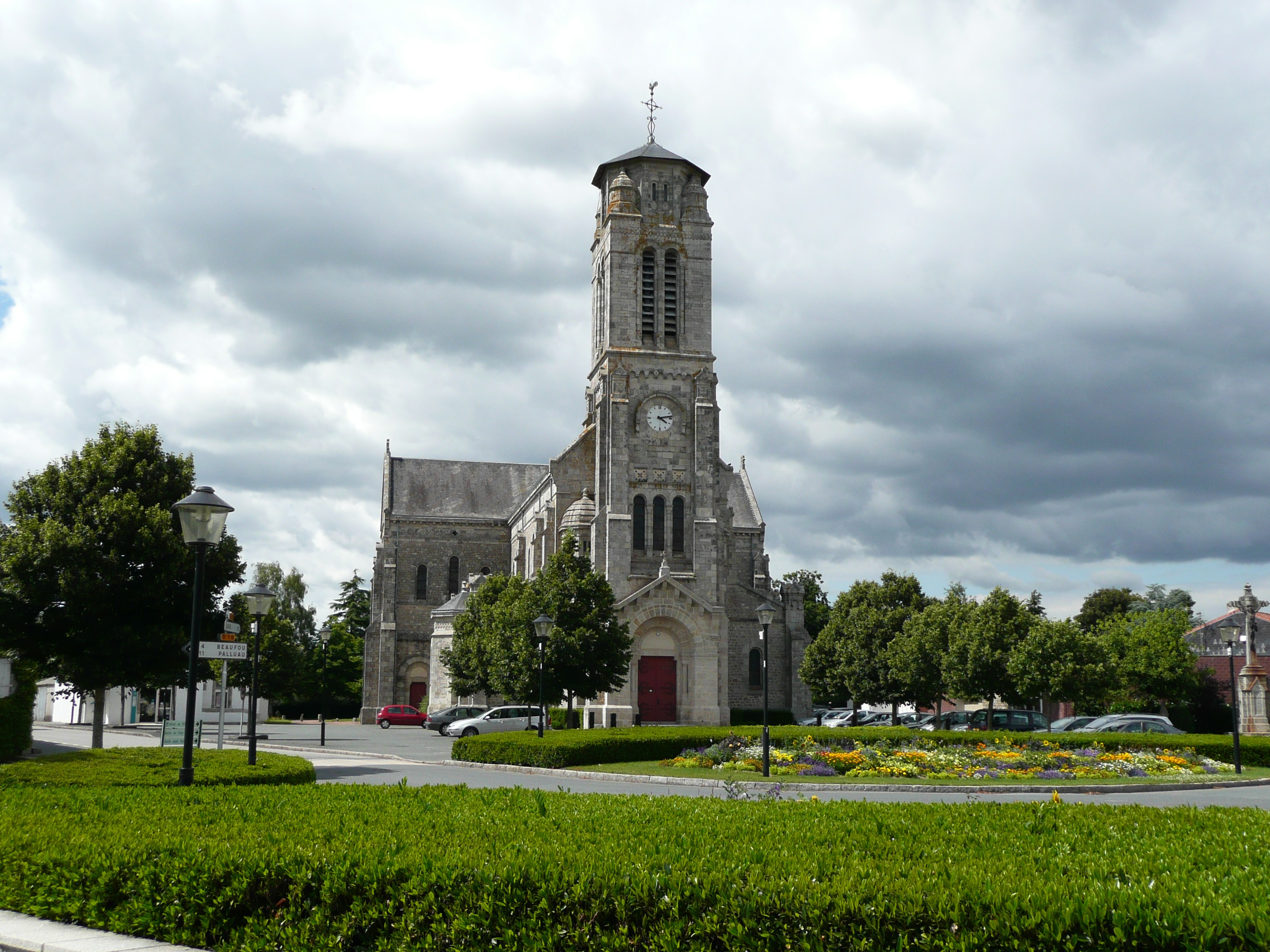
Biserica Saint-Pierre din Les-Lucs-sur-Boulogne

### Masacrul de la Petit-Luc
Vitraliile "Masacrul de la Petit-Luc" din biserica Saint-Pierre din Les Lucs-sur-Boulogne evocă unul din masacrele cele mai cunoscute din perioada războiului din Vendée, notorietatea fiind datorată în special faptului că numele tuturor victimelor masacrului au fost consemnate. Masacrul a avut loc la 28 februarie 1794, când, din ordinul lui Martincourt, unul din adjuncții generalului republican Étienne Jean-François Cordellier-Delanoüe au fost executați 564 de locuitori, printre care și 109 copii având vârsta de sub 7 ani, care se refugiaseră într-o capelă de pe un deal lângă satul Petit-Luc. Apoi capela a fost dărâmată prin lovituri de tun. Biserica Saint Pierre a fost ridicată în 1902 iar vitraliile au fost executate de maistrul sticlar Fournier.        

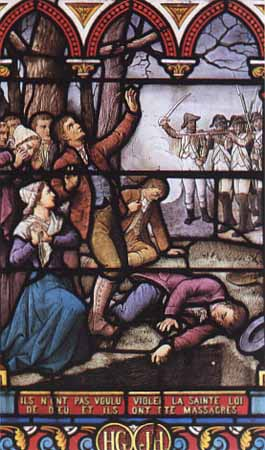
Masacrul de la Champ des Martyrs din Avrillé, ianuarie 1794

### Masacrul din Rocheservière
Vitraliul "Martirii din Rocheservière" din biserica Notre-Dame din Rocheservière, comemorând 
masacrul care a avut lor în localitate la 27 februarie 1794. Biserica distrusă de revoluționarii francezi în 1794 a fost reconstruită în intervalul 1850-1877, fiind sfințită abea la 21 septembrie 1884. Vitraliile bisericii au fost executate de Roger Degas între 1950 și 1960 și reprezintă diferite momente importante ale războiului din Vendée, unul fiind dedicat victimelor masacrului din localitate.  

### Masacrul de la Avrillé
Vitraliile comemorând "Masacrele de la Avrillé" care au avut loc între 12 ianuarie și 10 februarie 1794, când aproape 2000 de persoane arestate și închise la Angers au fost împușcate pe un teren, cunoscut sub numele de La Meignane, din localitatea Avrillé. Locul de execuție a fost denumit "Câmpul Martirilor" și încă din 1795 a fost ridicată o cruce de lemn pe acest amplasament, înlocuită de capela "Chapelle Saint-Louis-du-Champ-des-Martyrs", construită în 1846-1852. Săpături efectuate între 1862 și 1867 au pus în evidență existența a douăsprezece gropi comune. În 1894, cu prilejul comemorării centenarului masacrului, capela a fost mărită și au fost instalate cinci vitralii executate de Jean Clamens după desene de Victor Livache, prezentând scene ale execuțiilor din Avrilé.  
 
La 19 februarie 1984, papa Ioan-Paul al II-lea a beatificat 99 de martiri asasinați la Avrillé dinre care 11 preoți și 7 călugărițe

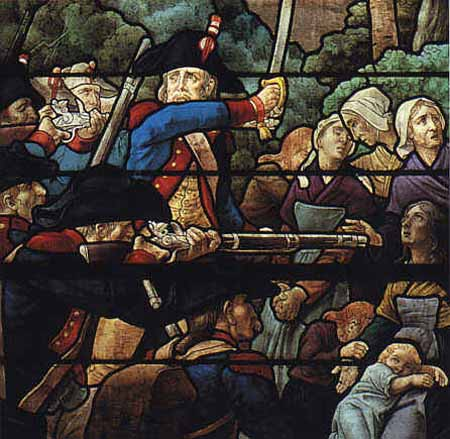
Masacrul de la Moulin-de-la-Reine (Vitraliu al bisericii Saint- Hilaire din Montilliers)

### Masacrul de la Moulin de la Reine
Vitraliul masacrului de la Moulin de la Reine ilustrează masacrul de la 5 aprilie 1794, când au fost împușcate 22 de femei cu copii lor. Vitraliul creat în 1909 de Clamens este instalat în biserica Saint Hilaire din Montilliers a fost reconstruită în 1904 à 1908 de un grup de arhitecți din Nantes în jurul corului și turnului fostei biserici, din secolul al XI-lea. Vitraliul a fost comandat de preotul J. Gélineau din Montilliers care povestește cum a fost salvată bunica sa de la moarte, inscripția din partea de jos a vitraliului precizând:  

La 5 aprilie 1794, 22 femei și copii au fost prinse de republicani în pădurea Marchais și aduse et ramenés la Montilliers, fiind împușcate la Moulin de la Reine. Sub pretextul de a-i păstra ca servitori, doi soldați au cerut să li se dea doi copii. Astfel a fost salvată străbunica mea, Marie Clémot. 
J. Gélineau - preot - 1900

### Masacrul din Pouzauges
Un panou al vitraliului dedicat răboiului din Vendée al bisericii Saint-Jacques din Pouzauges, comemorează masacrele care au avut loc la castelul din localitate. La 26 ianuarie 1794, după un banchet dat de generalul Lachenay în cinstea generalului Grignon, au fost împușcați 32 de săteni care se refugiaseră în incinta vechiului castel. În aceeași zi au fost incendiate satele din vecinătate, o parte din locuitorii acetora fiind omorîți. În aceeași perioadă. La 28 ianuarie, biserica din Pouzauges unde se afla o parte din locuitorii satului este incendiată, toți cei care se refugiaseră fiind omorîți. cu o parte din pée avec toute sa population à l'intérieur, parmi lesquels; des gardes nationaux locaux. La 30 ianuarie, generalul Grignon se duce la castel să-și bea cafeaua, petrecând cu un grup de sătence care sunt împușcate după ce au fost violate. Vitraliul a fost executat în 1950 de Roger Degas.    

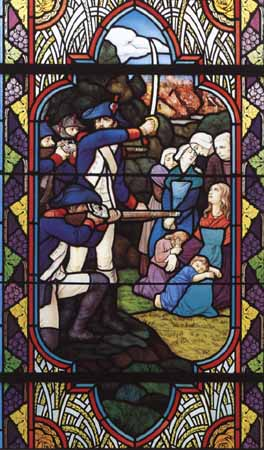
Masacrul de la Carrefour des chats din 1794

### Masacrul de la Carrefour-des-Chats
Vitraliul "Execuțiile de la Carrefour-des-Chats" din biserica Saint Martin din La-Salle-de-Vihiers prezintă scena împușcării a 30 de localnici de soldații republicani în timpul represiunii din Vendée. Biserica a fost în mare parte arsă în 1794, fiind restaurată în 1804 și apoi reconstruită în 1830 și apoi încă odată în 1867 în baza planurilor arhitectului Alfred Tessier. Vitraliile din nava bisericii, dintre care și cel al execuțiilor, au fost executate între 1931 și 1939 de maistrul sticlar R. Desjardins et ont été réalisés de 1931 à 1939. 

### Masacrul de la Marillais
Vitraliul "Câmpia martirilor" din biserica Notre-Dame-du-Marillais amintește de masacrul care a avut loc în 23+24 decembrie 1794. Vitraliul a fost realizat în 1943 de maistrul sticlar Maurice René Bordereau, după un carton de G. Réveillard. Trupele republicane au arestat sătenii care, în timpul luptelor, se refugiaseră în împrejurimi, în momentul întoarcerii lor acasă. Ei au fost deținuți întâi în mânăstirea din vecinătate și apoi împușcați. În acest masacru și-au pierdut viața peste 2.000 de persoane. Vitraliul arată persoanele arestate duse la locul lor de detenție. În partea stângă a vitraliului este reprezentată Domnișoara de La Guérinière care taie legăturile condamnaților, pentru a le facilita evadarea.   

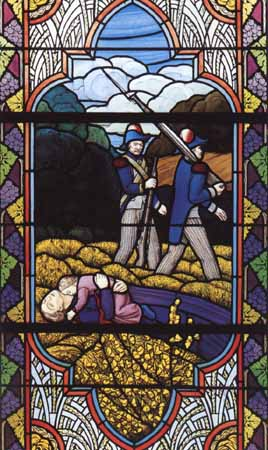
Doi soldați republicani se depărtează de locul unde au rănit-o pe fetița Jeanne Peneau și au omorît-o pe mama acesteia
Vitraliu al bisericii Saint-Martin din La-Salle-de-Vihiers

### Asasinate la La-Salle-de-Vihiers
Localitatea La-Salle-de-Vihiers se afla pe traseul urmat de coloana infernală comandată de generalul Louis Bonnaire. Deși nu se pomenește de un masacru în localitate, totuși au fost comise asasinate izolate ale populației din sat, a căror memorie a fost păstrată de localnici. Un exemplu este cel a uciderii unei femei în ziua de 4 aprilie 1704. Un vitraliu al bisericii Saint-Martin din localitate este dedicat acestui eveniment, arătând doi soldați republicani care se depărtează după ce au rănit-o pe fetița Jeanne Peneau și au omorît-o pe mama ei, în câmpul Beauchène din vecinătatea comunei. Vitraliul a fost realizat de maistrul sticlar R. Desjardins în perioada 1931-1939. Faptul că memoria unui eveniment de importanță redusă față de alte masacre din regiune a rămas vie după aproape 150 de ani este remarcabil și arată cât de adânci au rămas rănile produse de războiul civil din Vendée chiar după un timp îndelungat.

### Asasinate la Saint-Mars-la-Réorthe
Localitatea Saint-Mars-la-Réorthe se afla pe traseul coloanei infernale conduse de generalul Jean-Pierre Boucret. Nu este consemnat un masacru de masă în această localitate, evenimentul relatat de istorici legat de coloana infernală este de obicei uciderea abatelui André Morennes. Totuși, tradiția populară reține uciderea unei fetițe de 4 ani, Marie-Anne Chenuau, fiica brutarului din localitate în ziua de 22 aprilie 1794, unul din numeroasele asasinate inutile comise de trupele republicane. Un vitraliu al bisericii Saint-Médard din Saint-Mars-la-Réorthe, arătând găsirea cadavrului fetiței Marie-Anne Chenuau de către două țărănci. Bisericuța a fost construită la sfârșitul secolului al XIX-lea, vitraliile fiind executate în 1956 de maistrul sticlar Degas.  

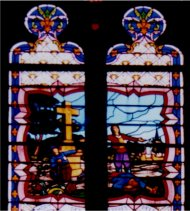
Executarea fraţilor Pouilly, locuitori din Saint-Hilaire-de-Mortagne
Vitraliu al bisericii din Saint-Hilaire-de-Mortagne

### Asasinate la Saint-Hilaire-de-Mortagne
Un vitraliu al bisericii din Saint-Hilaire-de-Mortagne, al cărei autor este necunoscut, prezintă executarea a doi săteni din localitate, frații Pouilly. Nu există date asupra vieții acestor victime; ele fac parte din numeroșii oameni uciși de trupele republicane în timpul războiului din Vendée, a căror memorie mai rămâne vie în rândurile populației locale, chiar dacă sunt ignorate de istorici sau de oficialități. 
Este demn de menționat, că unele din masacrele cele mai cunoscute din timpul represiunii revoltei din Vendée nu sunt reprezentate în vitralii. Astfel, este surprinzătoarea lipsa oricărei mențiuni la masacrele din zonele Drillais, La Fauconnière și Les Royards din comuna La Gaubretière unde au fost omorîți peste 500 de localnici.

## Vitralii despre conducători ai armatei catolice și regale din Vendée
Un număr mare de vitralii prezintă pe conducătorii militari ai „armatei catolice și regale” nume care sub care era cunoscută armata răsculaților din Vendée. De obicei vitraliile ilustrează un eveniment legat de conducătorul respectiv care a avut loc în localitatea unde se află vitraliul. Aceste vitralii caută să mențină vie memoria acestor eroi locali din Vendée, care nu au fost recunoscuți niciodată ca eroi francezi de autoritățile centrale de la Paris. 

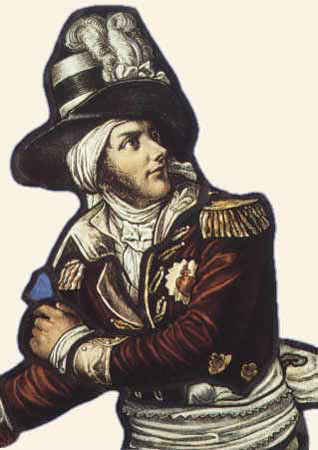
Generalul François Athanase de Charette de la Contrie - Vitraliu al bisericii Notre-Dame din Beaupréau executat de Heinrich Ely

### François Athanase de Charette de la Contrie
François Athanase de Charette de la Contrie (1763-1796) a fost un general ale cărui acțiuni s-au concentrat în zona “Pays de Retz” (în partea de sud a Bretaniei și în provincia Bas-Poitou. A participat la cucerirea orașului Saumur (iunie 1793), la asediul orașului Nantes (29 iunie 1973), la bătălia de la Tiffauges (19 septembrie 1793), la cucerirea insulei Noirmoutier (octombrie 1793), la bătălia de la Challans (1794). Prins în 1796, a fost executat în piața publică din Nantes la 26 martie 1796. Dintre vitraliile legate de generalul Charette cele mai însemnate sunt:
- Portretul generalului François Athanase de Charette de la Contrie pe un vitraliu al bisericii Notre-Dame din Beaupréau. Biserica neo-gotică, proiectată de arhitectul Alfred Tessier, a fost executată în 1855-1863. Vitraliile bisericii au fost realizate de maistrul sticlar german Heinrich Ely care se instalase la Nantes. Din cauza sentimentelor anti-germane care au apărut după războiul din 1870, Ely a fost nevoit să plece la Cassel, în Germania de unde își trimetea lucrările la Beaupréau. După moartea lui Heinrich Ely, în 1890, execuția vitraliilor a fost continuată de cei doi fii ai săi, fiind terminată în 1901. [48] [49]

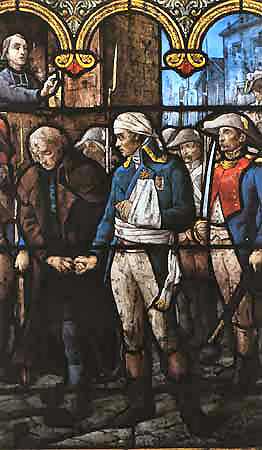
Generalul Charette dus la execuţie în 23 martie 1796
Vitraliu al bisericii Saint-Pauvin in Le Pin-en-Mauges

- Seria de vitralii dedicate generalului François Athanase de Charette de la Contrie din capela conacului de la Chabotterie din Saint-Sulpice-le-Verdon. La 23 martie 1796 generalul Charrette a fost aresstat în pădurea din apropierea conacului, fiind apoi dus la Nantes unde a fost executat. Conacul, construit în secolul al XVI-lea pe ruinele unui castel medieval, a fost renovat în anii 1990. Cu acest prilej, în 1993 au fost instalate în capelă trei vitralii executate de maiștrii sticlari Éric Bréjon și Marie-Pierre Sire din Les Clouzeaux [50] Vitralii reprezintă intrarea trupelor armatei catolice și regale ale lui Charette spre Nantes în iunie 1793 [51], arestarea lui Charrette în pădurea de la Chabotterie [52] și execuția lui Charrette la Nantes. [53]

- "Vitraliul lui Charette" din biserica Saint-Pavin din Le Pin-en-Mauges, făcând parte dintr-un ansamblu de 15 vitralii executate de Jean Clamens. Imaginea din partea superioară a vitraliului îl prezintă pe François Athanase de Charette organizând jurământul de credință față de Dumnezeu și față de rege depus în biserica din Machecoul. Imaginea din partea inferioară arată conducerea generalului Charette spre locul de execuție din Nantes, la 26 martie 1796 fiind însoțit de un preot care depusese jurământul de credință față de autoritățile republicane. Pe traseu, la o fereastră, domnișoara de Charrette, sora condamnatului se află lângă abatele Gergaud, preot refractar care îi acordă consamnatului ultima absoluțiune. [54] [55]

- Portretul generalului Charrette care apare împreună cu cel al generalului Stofflet într-un detaliu al vitraliului dedicat bătăliilor de la [Pont Barré]] (19 septembre 1793) și La Caillaudière (4 aprilie 1794) din biserica Saint-Pierre de la Chanzeaux , Localitatea Chanzeaux a avut extrem de mult de suferit în timpul războiului din Vendée, fiind incendiat la 25 ianuarie 1794 de trupele generalului Crouzat și a doua oară la 9 aprilie 1795, când trupele generalului Turreau au distrus și biserica. Vitraliul a fost executat în 1955 de maistrul sticlar J. Archepel. [56] [57]

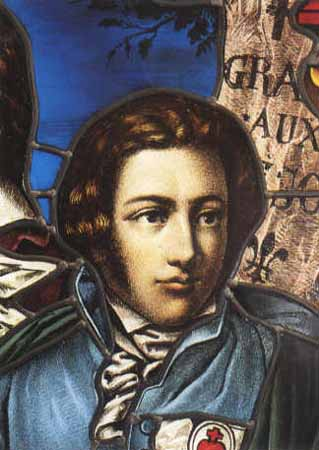
Generalul Charles Artus de Bonchamps - Vitraliu al bisericii Notre-Dame din Beaupréau executat de Heinrich Ely

### Charles Artus de Bonchamps
Charles Artus de Bonchamps (1760-1793) a fost un general care luptase în războiul de independență al Statelor Unite. Își avea reședința în castelul său La Baronnière de lângă Saint-Florent-le-Vieil, unul din locurile în care a izbucnic revolta din Vendée. Bonchamps s-a alăturat armatei catolice și regale și a participat la bătăliile de la Bressuire, Thouars, Nantes, Clisson, Saint-Christophe-du-Ligneron și La Tremblaie. Grav rănit în bătălia de la Cholet este dus la Saint-Florent-le-Vieil. Aflând că 5.000 de soldați republicani, închiși în biserică, urmau să fie executat, el Bonchamp îi grațiază și îi ordonă adjuctului său, generalul Charles-Marie de Beaumont, conte d'Autichamp să îi pună în libertate. A murit în urma rănilor sale la 18 octombrie 1793, rostind cuvintele « Mi-am servit Dumnezeul, regele și patria. Și am știut să iert ». A fost îngropat în aceeași noapte, la lumina torțelor în cimitirul din Varades. După câteva zile, republicanii l-au dezgropat pentru a-l decapita și a trimite Convenției Naționale capul generalului.
- Portretul generalului Charles Artus de Bonchamps, realizat de Heinrich Ely, apare pe un vitraliu al bisericii Notre-Dame din Beaupréau. [58]

- Vitraliu lui Bonchamps din biserica Notre-Dame-de-l’Assomption din La Séguinière executat de maistrul sticlar Maurice René Bordereau din Angers. Vitraliul prezintă trecerea Loirei de la Saint-Florent-le-Vieil după înfrângerea de la Cholet. Generalul Bonchamp se află pe o barcă, susținut de abatele Courgeon, și decide grațierea prizonierilor. Vitraliul a fost donat bisericii de prizonierii de război francezi veniți întorși din Stammlager (Stalag) în 1945. De aceea vitraliu este cunoscut și sub denumirea „vitraliul celor de după sârma ghimpată”. Alegerea temei de către foștii prizonieri sugerează o analogie între represiunea din Vendée de către trupele republicane și represiunea din timpul ocupației germane a Franței. Analogia rezultă și din faptul că trăsăturile abatelui Courgeon care îl ține în brațe de generalul Bonchamp sunt cele ale preotului lagărului de prizonieri din Germania. [59] [60] [61]

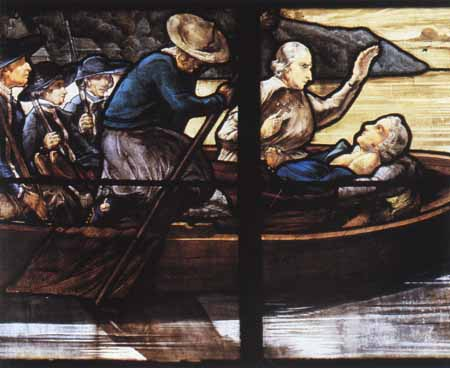
Generalul Charles Artus de Bonchamps, rănit mortal, trecând râul Loire însoţit de abatele Courgeon - Vitraliu al bisericii Saint Christophe din La Chapelle-Saint-Florent

- Vitraliul "Glorie lui Bonchamps" al bisericii abațiale din Saint-Florent-le-Viel este unul din cele mai importante din cele care îl comemorează. Biserica abațială este o parte a unei fost mânăstiri benedictine fiind construită în secolul IX și mărită progresiv. În biserică există și cenotaful generalului Bochamps, executat de sculptorul David d’Angers, al cărui tată se afla printre prizonierii grațiați de Bonchamps. Biserica a fost restaurată în 1710 și apoi, de Alfred Tessier, în 1896. Vitraliu dedicat lui Bonchamps conține trei panouri cu scene din viața generalului: binecuvântarea steagului alb al regatului francez de către abatele Gruget, rănirea generalului în timpul atacului orașului Cholet la 17 octombrie 1793 și trecerea râului Loire de generalul rănit. Al patrulea panou îl prezintă pe Claude Gazeau, primarul din Saint-Florent-le-Vieil, primind-o pe Marie Thérèse de France (1778-1851) ducesă de Angoulême, fiica lui Ludovic XVI-lea în ziua de 22 septembrie 1823. Panoul simbolizează faptul că lupta lui Bonchamps și a răsculaților din Vendée nu a fost zadarnică și că în cele din urmă prima republică franceză a dispărut și regatul a fost restaurat. [62] [63]

- Vitraliul lui Bonchamp din biserica Saint-Christophe din localitatea La Chapelle-Saint-Florent, (situată la 5 km. de Saint-Florent-Le-Vieil) a fost executat în 1918 de maistrul sticlar Gabriel Léglise.Toate figurile soldațiilor lui de Bonchamps sunt cele ale unor localnici, presupuși urmași ai răsculaților din zona Saint-Florent. Cele patru panouri ilustrează epizoadele importante ale vieții generalului, anume :Generalul Louis de Salgues de Lescure rănit mortal în bătălia din zona La Croix de la Tremblaye lângă Cholet 
Vitraliu al bisericii Saint-Pavin din Le Pin-en Mauges executat de Jean Clamens

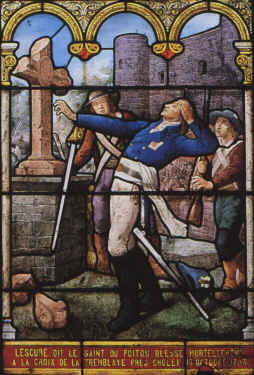
Generalul Louis de Salgues de Lescure rănit mortal în bătălia din zona La Croix de la Tremblaye lângă Cholet
Vitraliu al bisericii Saint-Pavin din Le Pin-en Mauges executat de Jean Clamens

  - Acceptarea de către generalul Bonchamps a solicitării țăranilor din Vendée să ia conducerea răscoalei;
  - Generalul de Bonchamps în timpul bătăliei de la Beaupréau;
  - Generalul de Bonchamps grațiind prizonierii;
  - Moartea generalului de Bonchamps în timpul trecerii râului Loire.[64] [65] Portretul preotului Courgeon din ultimul panou este inspirat dintr-un tablou executat de David d'Angers în 1825 și păstrat în castelul de la Baronnière.[66], [67]

- Portretul generalului Bonchamps apare împreună cu cel al generalului Lescure într-un vitraliului din biserica Saint-Pierre de la Chanzeaux [57]

### Louis de Salgues de Lescure
Louis de Salgues de Lescure (1766-1793) a fost unul din organizatorii revoltei din Vendée și a participat în bătăliile de la Thouars, Fontenay, Saumur, Torfou, Tiffauges și La Tremblaye. A fost rănit la Cholet, murind ca urmare a rănilor sale la 4 noiembrie 1793. Dintre vitrqliile dedicate lui Lescure se menționează:
- Vitraliul lui Lescure din biserica Saint-Pavin din Le Pin-en-Mauges, arătând soldații armatei catolice și regale rugăndu-se înainte de bătălie în ziua de 25 mai 1793. Lescure îi spune adjunctului său, marchizul de La Ville-Baugé. "Lăsați-i să se roage lui Dumnezeu, vor lupta mai bine după aceea".[69]

- Vitraliul morții lui Lescure, poreclit sfântul din Poitou. Vitraliul, îl arată pe Lescure, rănit mortal în zona La Croix de la Tremblaye lângă Cholet la 15 octobre 1793. Vitraliul este executat de Jean Clamens. [55]

- Un portret al lui Louis de Salgues de Lescure este reprezentat într-un vitraliu al bisericii din Notre-Dame din Beaupréau. [70]

- Vitraliul "La Croix de la Tremblaye" unde Louis de Salgues de Lescure a fost rănit mortal din biserica Notre-Dame-de-l’Assomption din La Séguinière îl comemorează pe Lescure dar nu se bazează pe niciun fapt real. De asemenea, data indicată pe vitraliu, Octombrie 1794 nu se referă la niciun eveniment al războiului din Vendée. Vitraliul a fost executat de maistrul sticlar Maurice-René Bordereau în perioada 1953-1957. [61]

- Portretul generalului Lescure apare împreună cu cel al generalului Bonchamp într-un vitraliului din biserica Saint-Pierre de la Chanzeaux [57]

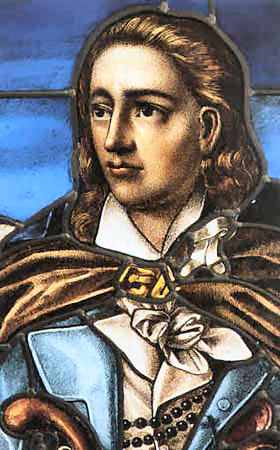
Portretul generalului Jacques Cathelineau
Vitraliu al bisericii Notre-Dame din Beaupréau

### Jacques Cathelineau
Jacques Cathelineau (1759-1793) a fost generalisim al armatei catolice și regale din Vendée. A participat la bătăliile de la Jallais (12 martie 1793), Chemillé (14 martie 1793), Cholet (14 martie 1793), Beaupréau (23 aprilie 1793), Thouars (5 mai 1793), La Châtaigneraie (14 mai 1793) , Fontenay (16 mai 1793), Montreuil-Bellay și Saumur ( 9 iunie 1793) și Angers (23 iunie 1793). A fost rănit la 19 iunie 1793 în timpul atacului orașului Nantes, fiind transportat la Saint-Florent-le-Vieil unde a murit la 14 iulie 1793. A fost înmormântat în capela Saint-Charles din localitate. Există mai multe vitralii care ilustrează activitatea generalului Cathelineau.
- Cele mai importante vitralii despre generalul Cathelineau se află în biserica Saint-Pavin din Le Pin-en-Mauges, satul natal său natal. Biserica localității a fost distrusă în timpul războiului din Vendée și a fost reconstruită în secolul XIX. Ea adăpostește în prezent cenotaful generalului Cathelineau.Vitraliile, al căror comanditar principal a fost familia Cathelineau au fost executate între 1895 și 1899 de Jean Clamens. Scenele vitraliilor sunt dedicate diferitor evenimente ale războiului legate de generalul Cathelineau, anume:

- - rugăciunea lui Cathelineau la Poitevinière,
  - bătălia de la Jalais,
  - rugăciunea la biserica Notre-Dame, înaintea bătăliei de la Chemillé,
  - victoria de la Cholet,
  - victoria de la Beaupréau
  - victoria de la Fontenay,
  - numirea lui Cathelineau în funcția de generalisim al armatei catolice și regale de către generalul Lescure
  - rănirii lui Cathelineau în bătălia de la Nantes. [71] [55] [72] [73] [74] [75] [55] [76] Un vitraliu separat mai prezintă un portret apocrif al lui Pierre Cathelineau. [77][78]

- Un alt vitraliu, realizat în anii 1930 și al cărui autor este necunoscut, dedicat lui Cathelineau se află în biserica din Saint-Florent-le-Vieil. Vitraliul prezintă șase evenimente legate de războiul din Vendée, care ar fi avut loc în localitate, anume:
  - începutul răscoalei
  - moartea lui Cathelineau,
  - masacrul combatanților armatei catolice și regale
  - ceremonia de rămas bun a preotului Robin
  - pacea de la Jaunaye
  - botezul lui Xavier de Cathelineau, fiul generalului. [79]

- Un portret al lui Jacques Cathelineau este reprezentat într-un vitraliu al bisericii din Notre-Dame din Beaupréau, executat de Heinrich Ely. [80]

- Portretul generalului Cathelineau apare împreună cu cel al generalului La Rochejaquelein într-un vitraliului din biserica Saint-Pierre de la Chanzeaux [57]

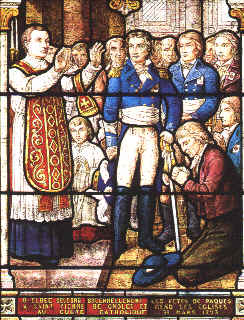
Generalul Maurice d'Elbée ordonă redeschiderea bisericilor închise de trupele republicane franceze - Vitraliu al bisericii Saint Pavin din Le Pin-en-Mauges

### Maurice Joseph Gigost d'Elbée
Maurice Joseph Gigost d'Elbée (1752-1794) a fost numit generalisim al armatei catolice și regale din Vendée după moartea lui Jacques Cathelineau. A participat la bătăliile de la Coron, Beaulieu și Luçon. Grav rănit în bătălia de la Cholet a fost transportat întâi la Beaupréau apoi la Noirmoutier. Făcut prizonier, a fost condamnat la moarte și executat la 6 ianuarie 1794 în piața publică din localitate, unde fusese dus pe scaun, deoarece cele 14 răni ale sale nu-i permiteau să stea în picioare. : 
- Vitraliul "Rugăciunea Tatăl Nostru spusă de soldații lui d'Elbée" din biserica Saint-Pierre din Chemillé. Vitraliul îl prezintă pe generalul d'Elbée, cunoscut pentru a fi apărat pe prizonierii săi împotriva represaliilor propriilor sale trupe, punându-i pe soldații săi să recite rugăciunea Tatăl Nostru la intrarea în biserica din Chemillé, insistând asupra frazei: "Precum și noi iertăm greșiților noștri" [82]

- În biserica Saint-Pavin din Le Pin-en-Mauges există un vitraliu, având aceeași temă executat de Jean Clamens în 1897. Un alt vitraliu al acestei biserici îl arată pe generalul d'Elbée ordonând redeschiderea bisericii din localitate, după recucerirea ei de trupele armatei catolice și regale. [83] [55]

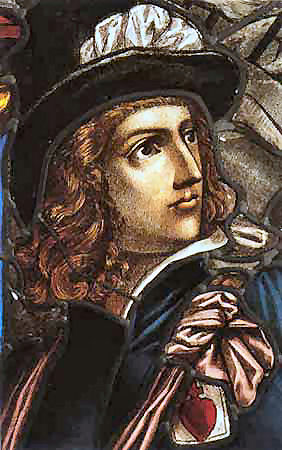
Generalul Henri du Vergier, conte de La Rochejaquelein
Vitraliu al bisericii Notre-Dame din Beaupréau

- Vitraliul bisericii Notre-Dame din Beaupréau având un portret al generalului d’Elbée executat de Heinrich Ely [84]

- Un vitraliu al bisericii Saint-Pierre de la Chanzeaux îi este dedicat generalului d’Elbée [57]

### Henri de La Rochejaquelein
Henri du Vergier, conte de La Rochejaquelein (1772 – 1794) a fost unul din cei mai activi generali ai armatei catolice și regale din Vendée. A luat parte la bătăliile de la Thouars, Fontenay-le-Comte, Saumur, Luçon, Cholet, Entrammes, Fougères, Granville, Angers și Le Mans. În octombrie 1793, în vârstă de doar 21 de ani a fost numit generalisim al armatei catolice și regale. A fost ucis în bătălia de la Nuaillé, lângă Cholet la 28 ianuarie 1794, fiind împușcat de un grenadier republican care se predase, în momentul în care La Rochejaquelein se apleca să-i ia arma. Dintre vitraliile care îl prezintă de generalul La Rochejaquelein sunt demne ne menționat :

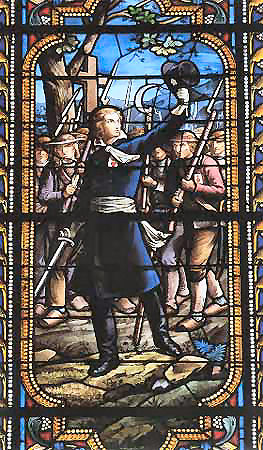
Generalul Henri du Vergier, conte de La Rochejaquelein
Vitraliu al bisericii La Madeleine din Angers

- Vitraliul "Henri de la Rochejaquelein" creat de Jean Clamens în 1892 în biserica La Madeleine din Angers. Vitraliul face parte din prima serie de vitralii ale lui Clamens dedicate războiului din Vendée și este bazat pe un tablou al pictorului Julien Le Blant. Generalul La Rochejaquelein este reprezentat mergând în fruntea armatei sale. [85] [86]

- Vitraliul "Henri de la Rochejaquelein" din biserica Saint-Pavin din Le Pin-en-Mauges, executat de Jean Clamens în 1897, având două scene importante. Prima, bazată de același tablou al lui Julien Le Blant, este scena descrisă anterior în care generalul Henri de La Rochejauelein merge în fruntea soldaților săi spunând:

Dacă înaintez, urmați-mă

Dacă mă retrag, omorîți-mă

Dacă mor, răzbunați-mă

A doua îl arată pe La Rochejaquelein iertându-l pe un republican care încercase să-l asasineze, prezentând dialogul dintre asasin și general :

Partidul meu îmi ordona să te omor.

Iar mie, religia mea îmi ordonă să te iert.  

O scenă a vitraliului de sinteză al războiului din Vendée, executat de Roger Degas și montat în biserica Saint-Jacques din Pouzauges îl prezentintă pe generalul La Rochejaquelein mobilizând soldații-țărani la luptă împotriva republicanilor.  
- Vitraliul "Henri de la Rochejaquelein" din biserica Notre-Dame din Rocheservière, realizat de Roger Degas între 1950 și 1960. Vitraliul îl arată pe generalul La Rochejaquelein în fruntea soldaților săi la Saint-Aubin-de-Baubigné (azi integrat în comuna Mauléon, Deux Sèvres)[18]

- Un portret al lui Henri de La Rochejaquelein este reprezentat într-un vitraliu al bisericii din Notre-Dame din Beaupréau execcutat de Heinrich Ely. [89]

- Portretul generalului La Rochejaquelein apare împreună cu cel al generalului Cathelineau într-un vitraliului din biserica Saint-Pierre de la Chanzeaux [57]

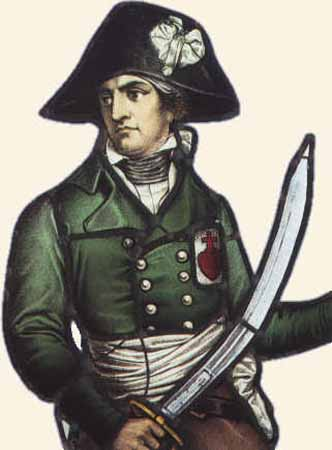
Generalul Jean-Nicolas Stofflet - Vitraliu al bisericii Notre-Dame din Beaupréau executat de Heinrich Ely

### Jean-Nicolas Stofflet
Jean-Nicolas Stofflet (1753-1796) a fost un conducător militar de primă importanță în timpul războiului din Vendee. A luat parte la bătăliile de la Fontenay, Cholet, Saumur, Beaupréau, Laval, Entrammes și Granville. În 1794, îi succede lui Henri de La Rochejaquelein în calitate de general șef al Armatei Catolice și Regale. Este prins de republicane, condamnat la moarte de o comisie militară și împușcat la Angers, în 25 février 1796.  Generalul Stofflet este prezentat în câteva vitralii importante :
- Un vitraliu al bisericii Saint-Pavin din Le Pin-en-Mauges executat de Jean Clamens în 1897 prezentându-l pe Stofflet vizitând răniții din spitalul său de campanie, pe care îl instalase în pădurea de lângă Vezins. [91]

- Un vitraliu al bisericii Notre-Dame din Beaupréau prezintă un portret al generalului Stofflet, executat de Heinrich Ely, similar portretului generalui Charrette descris mai sus. Portretul este probabil imaginar, deoarece nu există niciun portret al generalului executat când era în viață. [92]

- Vitraliului, amintit mai sus, dedicat bătăliilor de la Pont Barré și La Caillaudière din biserica Saint-Pierre de la Chanzeaux, executat de J. Archepel în 1955, unde portretul generalului Stofflet care apare împreună cu cel al generalului Charrette. [56] [57]

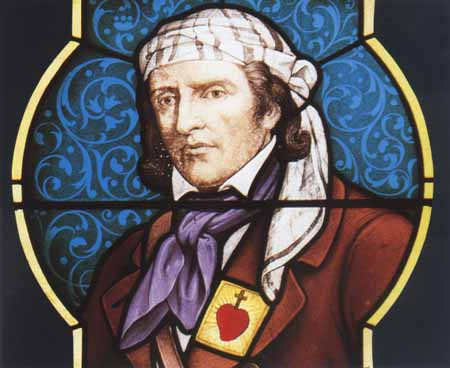
Portretul lui Jean Perdriau
Vitraliu al bisericii Saint-Pavain din Pin-en-Mauges

### Jean Perdriau
Jean Perdriau (1746-1793) este unul din primii conducători ai răscoalei din Vendée. Născut la Le Pin-en-Mauges, el a organizat grupul de răsculați care a pornit din La Poitevinière unde era meseriaș, pentru a participa la bătălia de la Jallais. A fost ucis la 11 aprilie 1793 în bătălia de la Chemillé. Un portret apocrif al lui Jean Perdriau se găsește într-un vitraliu al bisericii Saint-Pavain din Le Pin-en-Mauges.  

### René Forest
René Forest este un morar și negustor de grâne din Chanzeaux. Născut în 1771, s-a înrolat în armată și a luat parte la bătălia de la Valmy făcând parte din trupele de cavalerie ale regaliștilor. Întors din armată organizează rezistența țăranilor din localitate, care se opun înrolării forțate în armata republicană. Cu un grup de peste 300 de oameni se alătură armatei lui Cathelineau și ia parte la luptele răsculaților din Vendée. Rănit în timpul bătăliei de la Pontorson din 18 noiembrie, 1793, moare după câteva zile la La Flèche.      
Un vitraliul al bisericii Saint-Pierre de la Chanzeaux este dedicat începutului răscoalei din localitate, inițiate de René Forest la 12 martie 1793. Scena din vitraliu, reprezintă pe țăranii localnici depunând în fața lui Forest jurământul "Vom învinge sau vom muri". De factură modernă, vitraliul a fost realizat de maistrul sticlar J. Archepel în 1955. 

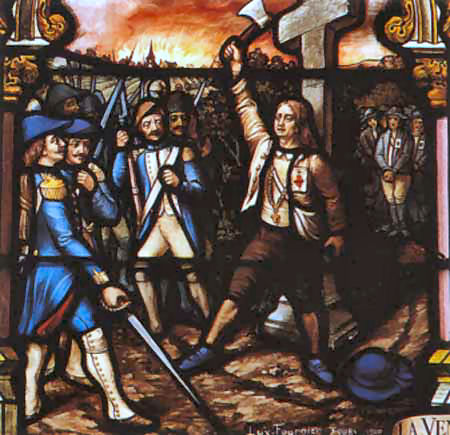
Vitraliu din biserica Sainte Gemme din Sainte-Gemme-la-Plaine

### Jean Ripoché
Persoana lui Jean Ripoché din vitraliu nu este identificată cu certitudine. Există trei țărani cu numele respectiv care au fost condamnați la moarte de tribunalele din Vendée în decembrie 1794 și ianuarie 1795. Este probabil că este vorba despre Jean Ripoché din localitatea La Rondière, care a luptat în bătălia de la Savenay, fiind condamnat la moarte și executat în ziua de Crăciun (5 nivôse anul 2 i.e. 25 decembrie 1794)
- Jean Ripoché este prezentat într-o scenă a vitraliului de sinteză al războiului din Vendée, executat de Roger și montat în biserica Saint-Jacques din Pouzauges. Virtraliul îl reprezintă pe Jean Ripoché, care, în momentul în care este luat prizonier de un soldat republican, îl acuză că îl împiedecă să se roage lui Dumnezeu. [32] [36]

- biserica Notre-Dame-de-l’Assomption din La Séguinière Vitraliul lui Ripoché donat de locuitorii cătunului La Brunière [102] [61]

- Vitraliul lui André Ripoché din biserica Sainte-Gemme în Sainte-Gemme-la-Plaine realizat de maistrul sticlar Fournier în 1900. Vitraliul îl prezintă de Ripoché stând cu un topor în mână în fața unei cruci de piatră și amenințând soldații republicani care se apropie, strigându-le "Să de abată toate nenorocirile peste cel care va îndrăzni să atingă această cruce". Scena ilustrează un epizod din luptele din Vendée, care a avut loc în martie 1794.[103]

Este de remarcat și faptul că unii comandanți militari importanți ai revoltei din Vendée nu sunt reprezentati pe niciun vitraliu. Astfel, lipsesc comandanții care nu au murit în războiul din Vendée Jacques Nicolas Fleuriot de La Fleuriais, Georges Cadoudal și harles-Marie-Auguste-Joseph de Beaumont, comte d'Autichamp. De asemenea, nu au fost reprezentați generalii mai în vârstă, cu suntCharles de Royrand cel mai în vârstă dintre comandanții militari din Vendée. François de Lyrot de La Patouillère sau cei care au fost executați de republicani în partea inițială a războiului, înainte de a participa la operații militare importante, cum era Jacques Guerry du Cloudy, primul comandant al "armatei creștine" (nume anterior armatei catolice și regale). De asemenea, nu apar generalii care au avut dispute cu ceilalți generali, fiind considerați de unii susținători ai revoltei a fi trădători ai cauzei, printre care Charles-Henri-Félicité Sapinaud de la Rairie, Antoine-Philippe de La Trémoïlle, principe de Talmont și Gaspard de Bernard de Marigny

## Vitralii despre bătălii și alte evenimente din perioada războiului din Vendée

### Plecarea la război și jurământul de credință
Primele două din scenele ale vitraliului dedicat războiului din Vendée al bisericii Saint Jacques din Pouzanges prezintă începutul războiului și anume: "Plecarea răsculaților din Vendée la luptă" și "Jurământul răsculaților de a-și apăra credința". Vitraliul a fost realizat de Roger Degas în 1950.  
Tot momentul ridicării armelor și începutului luptei este prezentat într-un vitraliu al bisericii Saint-Martin din La-Salle-de-Vihiers, realizat de maistrul sticlar R. Desjardins în perioada 1931-1939. 

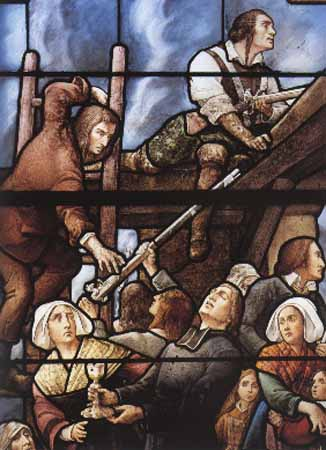
Incendieea clopotniţei din Chanzeaux

### Răscoala din Chanzeaux
Localitatea Chanzeaux a fost locul unor lupte sângeroase, în cursul cărora a pierit peste o treime din populația localității. În timpul trecerii "coloanelor infernale" conduse de generalul Joseph Crouzat în ziua de 25 ianuarie 1794, satul și castelul sunt incendiate și distruse. Populația se refugiază în turnul clopotniței unde a depus o ultimă rezistență. Un vitraliu numit "Incendierea clopotniței" reprezintă acest ultim efort al populației din Chanzeau de a se opune forțelor republicane. În timpul asediului bisericii din Chanzeau un glonte a traversat caliciul omorîndu-l pe preotul care oficia. Acest epizod este și el reprezentat în vitraliu Vitraliul a fost executat în 1902 de Jean Clamens. 

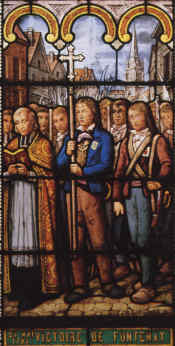
Victoria generalului Jacques Cathelineau în bătălia de la Fontenay-le-Comte la 25 mai 1793
Vitraliu al bisericii Saint Pauvin din Le Pin-en-Mauges

### Bătălia de la Fontenay-le-Comte
Cu ocazia reformei administrative din 1790, a fost creat departamentul Vendée, acoperind o parte din regiunea Bas-Poitou, cu capitala în orașul Fontenay-le-Comte. În 1793, dorind să șteargă toate denumirile care aminteau de vechiul regim, Convenția Națională a schimbat numele orașului în Fontenay-le-Peuple. Ca toate capitalele de departamente, Fontenay-le-Comte era un centru republican și ca atare o țintă a trupelor armatei catolice și regale. Orașul a fost cucerit la 25 mai 1793 dar este abandonat de trupele regale doar după trei zile rămănând până la sfârșitul războiului un punct de sprijin al operațiilor militare republicane. Un vitraliu al bisericii Saint Pauvin din Le Pin-en-Mauges, realizat de Jean Clamens în 1897 este dedicat acestei victorii. O scenă a vitraliului dedicat războiului din Vendée din biserica Saint-Jacques din Pouzauges realizat de Roger Degas în 1950) prezintă rugăciunea soldațiilor armatei catolice și regale înaintea bătăliei de la Fontenay-le-Comte.  

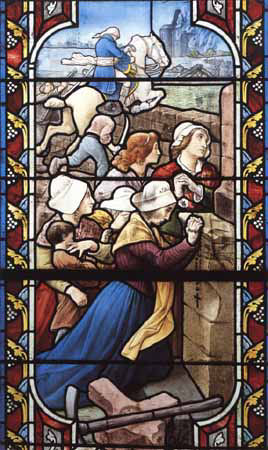
Fuga generalului republican Santerre în faţa atacului trupelor armatei catolice şi regale în timpul bătăliei de la Vihiers
Vitraliu al bisericii din Vihiers.

### Bătălia de la Vihiers
Vitraliul numit "Fuga lui Santerre" din biserica din Vihiers prezintă o scenă puțin uzuală din timpul bătăliei din Vihiers și anume la fuga generalului republican Antoine Joseph Santerre în fața atacului trupelor armatei catolice și regale. Generalul Santerre comandase garda republicană în momentul execuției regelui Ludovic al XVI-lea. Insurgenții juraseră că îl vor prinde pentru a-l închide într-o cușcă de fier. 
În ziua de 18 iulie 1793, trupele armatei catolice și regale concentrate la Coron, comandate de generalii Henri Forestier și Piron de La Varenne, au atacat trupele republicane staționate la Vihiers, comandate de generalul Santerre. Fiindu-i treamă ca insurgenții din Vendée să nu-și îndeplinească amenințarea, generalul Santerre a luat-o la fugă, sărind cu calul peste un gard de peste un metru și jumătate înălțime. Această fugă rușinoasă a fost considerată de insurgenți ca un exemplu al lașității adversarilor lor. Vitraliul, realizat de Jean Clamens în anul 1900, este singurul care prezintă imaginea unui general republican, și îl prezintă într-o situație rușinoasă.  

## Slujbele religioase ilegale
La 12 iulie 1790, Adunarea Națională Constituantă votase “Legea despre Constituția Civilă a Clerului” care avea scopul de a reorganiza biserica catolică din Franța transformând preoții din parohii în „funcționari publici ecleziastici”.  La 29 noiembrie 1790 un alt decret obliga toți preoții să presteze jurământ că recunosc și se vor supune prevederilor acestei legi. Cei care refuzau, numiți „preoți refractari” urmau să fie supuși diferitor măsuri restrictive. Au urmat o serie de alte măsuri împotriva preoților refractari. La 24 noiembrie 1793 cultul catolic a fost intezis în Franța și bisericile au fost închise. 
Preoții refractari au continuat să celebreze ilegal mesa în păduri sau în diferite case particulare. Aceste mese erau un mijloc pentru populația din Vendée să-și păstreze religia și să-și manifeste opoziția față de măsurile anticreștine ale autorităților revoluționare. Fiind considerate un simbol al luptei religioase din Vendée, scene reprezentând asemenea mese ilegale au fost prezentate în mai multe vitralii.

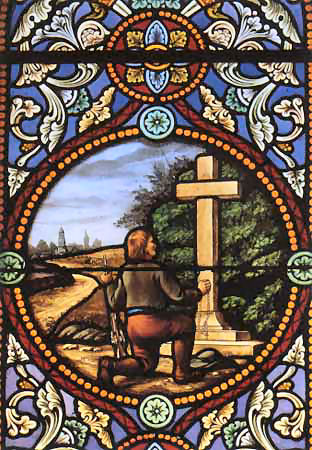
Rugăciunea ţăranului din Vendée
Vitraliu al Capelei Martirilor din Saint-Martin-des-Tilleuls

, 

### Rugăciunea țăranului din Vendée
Unul din cele mai simple și mai frumoase vitralii este cel al rugăciunii țăranului din Vendée, arătând un țăran îngenunchiat în fața unei troițe, pe marginea unui drum, simbolizând contactul direct între populație și divinitate în timpul conflictului din Vendée, faptul că răscoala nu a fost rezultatul unei acțiuni mobilizatoare a clerului anti-revoluționar, ci cel al unei profunde credințe interioare a populației. Țăranul are în mână o pușcă și se poate presupune că pleacă la bătălie, tocmai pentru a-și apăra credința. Vitraliul este unul din cele două vitralii ale Capelei Martirilor din Saint-Martin-des-Tilleuls, ridicată în 1925 prin eforturile abatelui Boury pentru comemorarea victimelor din comună în timpul războiului din Vendée.  

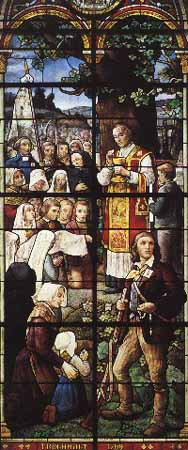
Împărtăşania din poiana de la Fruchaud.
Vitraliu al bisericii Saint-Pierre din Chanzeaux

### Împărtășania din poiana de la Fruchaud
Vitraliul "Împărtășania din poiana de la Fruchaud", așezat deasupra portalului de intrare, este cel mai mare din vitraliile bisericii Saint-Pierre din Chanzeaux. Vitraliul arată ceremonia de primă împărtășanie a unui grup de 500 de copii, însoțiți de părinții lor. Cermonia are loc într-o vâlcea ascunsă de lângă ferma Fruchaud din vecinătatea comunei. În mod simbolic, artistul îl adaogă de regele Ludovic al XVI-lea printre participanții la ceremonie pentru a sublinia caracterul monarhist al revoltei. Vitraliul a fost executat în 1903 de maistrul sticlar Jean Clamens după o pictură de Gustave-Lucien Marquerie.  
Un vitraliu al Capelei Martirilor din Saint-Martin-des-Tilleuls prezintă o slujbă ilegală ținută în pădure, probabil de către abatele Benesteau care era parohul comunei și care își desfășurase activitatea în mod clandestin în timpul persecuțiilor. El a întocmit o listă a celor asasinați de trupele republicane. Cu o puternică autoritate asupra congregației sale, el s-a opus episcopului numit după semnarea Concordatului, provocând o mică schismă, dar a rămas să-și păstorească enoriașii până la moartea sa.

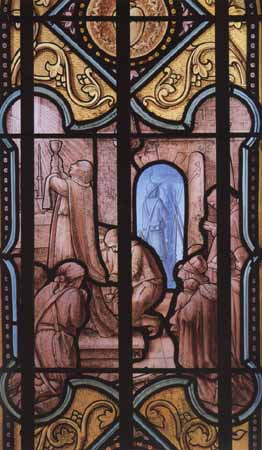
Vitraliu din capela prezentând o slujbă ilegală în cara lui Joseph Brault

### Vitralii despre slujbele ilegale ținute în case particulare
În perioada în care cultul creștin era interzis și preoții care refuzaseră să presteze jurământul de credință față de republică erau prigoniți, slujbele religioase se țineau în cladestinitate. La început ele se țineau în casele diferitor credincioși. Un vitraliu care ilustrează aceste slujbe este cel al capelei La Tullèvrière din localitatea Saint-Étienne-du-Bois executat de maistrul sticlar Meuret. Vitraliul, creat înainte de reconstrucția capelei în 1875 este cel mai vechi vitraliu din seria celor dedicate memoriei războiului din Vendée și îl reprezintă pe abatele Ténèbre oficiind o mesă ilegală în casa lui țăranului local Joseph Brault. Nu există informații istorice cu privire la acesta, vitraliul făcând apel la memoria localnicilor pentru identificarea lui și la legendele diferitelor familii din localitate la perioada de rezistență împotriva Republicii Franceze. Vitraliul este aproape monocrom, în perioada în care a fost realizat tehnica unor vitraliilor mai complexe din deceniile următoare nefiind încă pusă la punct de meșterii locali. 

### Vitralii despre slujbe ilegale în aer liber
După ce măsurile represive au devenit mai acute, ținerea slujbelor religioase în locuințe a devenit mai periculoasă, și adeseori mesele de țineau în păduri sau în alte locuri ascunse. Subiectul acestor slujbe religioase este prezentat în vitralii din mai multe biserici din Vendée:
- Vitraliul despre mesa din pădure din capela seminarului din Luçon [117]

- O scenă a vitraliului de sinteză din biserica Saint Jacques din Pouzauges, executat de Roger Degas în 1950. [118]

- Vitraliul prezentând o mesă de la miezul nopții din noaptea de Crăciun celebrată în timpul terorii realizat de meșterul sticlar Bordereau în 1955 pentru biserica din La Séguinière. Vitraliul reprezintă slujbă imaginară, având loc într-un loc izolat. Tonalitatea albă a zăpezii simbolizează răceala perioadei de represiune din Vendée.[119]

- Vitraliul prezentând o mesă din pădure montat în biserica Saint-Georges din Saint-Georges-de-Montaigu. [120]

- Vitraliul mesa în aer liber, reazată de atelierul de sticlărie Bréjon-Sire în 1993 și instalată în capela La Chabotterie din Saint-Sulpice-le-Verdon[121]

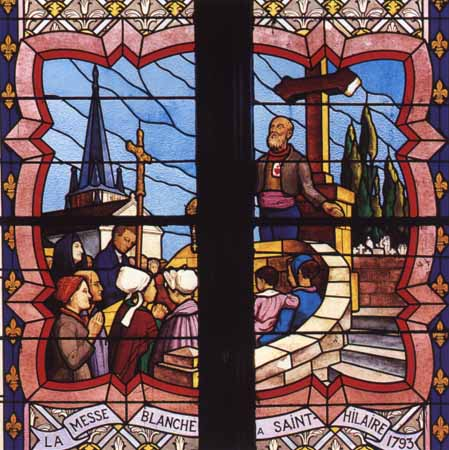
Mesă albă în care sătenii se adunau şi se rugau în colectiv, fără prezenţa unui preot, rugăciunea fiind condusă de unul din sătenii bătrâni
Vitraliu al bisericii din Saint-Hilaire-de-Mortagne

### Vitralii despre mesele albe
Deoarece mulți dintre preoții din Franța au fugit în străinătate din cauza persecuțiilor, numărul redus de preoți refractari care acționau în clandestinitate nu putea face față cerințelor tuturor congregațiilor din Vendée. De aceea, în multe parohii s-au organizat așa numitele "mese albe" unde sătenii se adunau într-un loc retras și se rugau împreună, fără prezența unui preot. Un vitraliu al cărui autor este necunoscut din bisericii din Saint-Hilaire-de-Mortagne, construită la începutul secolului XX prezintă o asemenea mesă albă, organizată în localitate. Vitraliul ilustrează un fapt relatat de Reynald Secher cu privire la legătura dintre credincioși și preoții lor. Într-o duminică, în localitatea Saint-Hilaire-de-Mortagne, un sergent al armatei republicane a găsit un număr de săteni stând tăcuți în genunchi într-un cimitir, după ce biserica din localitate fusese închisă. Întrebând un bătrân ce se întâmpla, acesta l-a lămurit: "Când preotul nostru a fost nevoit să fugă, el ne-a promis că, în fiecare duminică la ora aceasta, el va celebra o mesă pentru noi, oriunde s-ar afla." Sergentul a replicat în mod disprețuitor: "Sunteți niște imbecili superstițioși! Vă închipuiți că auziți mesa din locul în care este celebrată." Iar bătrânul a răspuns cu blândețe: "Ruga călătorește la distanțe de peste o sută de leghe, din moment ce se ridică de pe pământ până în ceruri."    

## Vitralii comemorând preoții refractari
O mare parte din preoții parohiilor din Vendée refuzaseră să presteze jurământul de credință și erau activi în mobilizarea populației locale în rebeliunea împotriva autorităților de la Paris. De aceea ei erau o importantă țintă a acțiunii de represiune din Vendée. Există mai multe vitralii care sunt dedicate preoților care s-au împotrivit forțelor revoluționare .

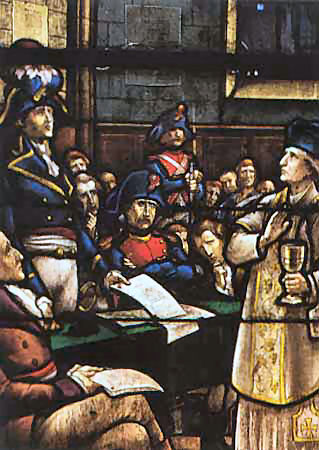
Condamnarea preotului Noël Pinot de către tribunalul revoluţionar.
Vitraliu al bisericii din Le Louroux-Béconnais

### Preotul Noël Pinot
Noël Pinot s-a născut la Angers în 1747. După preoțire s-a ocupat în special de îngrijirea bolnavilor. În 1788 a fost numit paroh în Le Louroux-Béconnais, comună pe care a revitalizat-o din punct de vedere spiritual prin pietatea sa. În momentul în care preoții au fost obligați să depună jurământul de credință față de statul francez, Noёl Pinot a refuzat, fiind condamnat la ridicarea dreptului de exercitare a funcțiunii sale. El și-sa continuat activitatea în clandestinitate, reușind pentru un anumit timp să scape de autoritățile republicane. Totuși, în februarie 1794 a fost prins și târât pe străzile localității de soldații republicani. A stat închis pentru 12 zile, după care a fost condamnat la moarte, pentru refuzul său de a depune jurământul de credință față de republică. A fost dus la ghilotină la 21 februarie 1794, purtând încă odăjdiile din momentul în care fusese arestat și rostind cuvintele de la începutul slujbei "Introibo ad altare Dei, ad Deum qui laetificat iuventutem meam". Părintele Noël Pinot a fost beatificat, ca martir, de biserica catolică în 1926, fiind serbat în ziua de 21 februarie, ziua execuției sale.  
Fiind considerat una din personalitățile ecleziastice cele mai marcante care au murit în timpul războiului din Vendée, există numeroase vitralii care îl comemorează pe fericitul Noël Pinot.
- Biserica din Le Louroux-Béconnais are 5 vitralii legate de activitatea fericitului Noël Pinot arătând arestarea, condamnarea și executarea lui. Vitraliile au fost executate de maisturl sticlar G. Léglise în 1919 [128]

- Vitraliul "Execuția lui Noël Pinot" al bisericii Saint-Hilaire din Saint-Hilaire-de-Talmont, executat în 1934 de maistrul sticlar Janin după un carton de pictorul Landucci.[132]

- Vitraliul "Execuția lui Noël Pinot la Angers în 1794" al bisericii Înălțarea Domnului din La Boissière-de-Montaigu [133]

- O scenă a vitraliului de sinteză din biserica Saint Jacques din Pouzauges, executat de Roger Degas în 1950 prezintă execuția lui Noël Pinot la Angers în 1794. [32] [36]

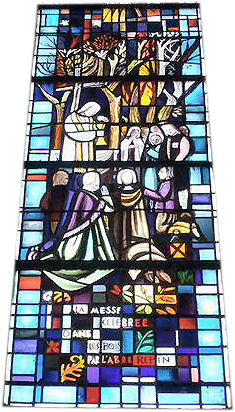
Mesă ilegală în timpul represiunii din Vendée oficiată de canonicul Guillaume Repin.
Vitrailiu al Capelei "Saint-Louis-du-Champ-des-Martyrs", din Avrillé

### Canonicul Guillaume Repin
Guillaume Repin s-a născut în Thouarcé la 26 august 1709. La vârsta la 19 ani s-a înscris la seminarul din Angers fiind ordonat preot după absolvire. Din 1734 și 1749 a lucrat în parohia Saint-Julien din Angers, fiind apoi numit paroh la Martigné-Briand și atingând rangul de canonic. După revoluția franceză, în ziua de 10 februarie 1791 Guillaume Repin a refuzat să semneze jurământul de credință pe care i-l prezenta primarul din Martigné-Briand. S-a refugiat la Angers dar a fost arestat la 17 iunie 1792 și închis, împreună cu alți preoți refractari, în seminarul din localitate, care fusese transformat în închisoare. În vârstă de 83 de ani, fiind decanul de vârstă, celebra de cele mai multe ori mesa pentru ceilalți preoți închiși. La 14 august 1792 Convenția Națională a decretat jurământul de credință obligatoriu pentru funcționari iar la 2 septembrie a existins această obligativitate la toți cetățenii. Canonicul Repin a refuzat din nou să presteze jurământul, fiind închis împreună cu alți preoți în vârstă într-o fostă școală a congregației "Frații Doctrinei Creștine", cunoscută sub denumirea la Rossignolerie. Preoții arestați au fost eliberați de armata catolică și regală în momentul cuceririi orașului Angers în 17 iunie 1793. Totuși, în momentul contra-atacului trupelor republicane, bătrânul canonic era prea în vârstă pentru a se retrage cu trupele regaliste. În 24 decembrie 1793 canonicul Guillaume Repin a fost capturat la Mauges, fiind dus la închisoarea din Chalonnes. A fost apoi deferit comitetului revoluționar din Angers, iar la 1 ianuarie 1794 comisia militară și condamnat la moarte prin guilotinare. Sentința a fost executată în 2 ianuarie 1794 , la Angers.
Cauza canonicului Repin a fost trimisă la Vatican de episcopul de Angers în 1905, iar în 2 februarie 1984 Guillaume Repin a fost beatificat de Papa Ioan-Paul al II-lea. 
Un vitraliu al Capelei "Saint-Louis-du-Champ-des-Martyrs", din Avrillé îl prezintă pe fericitul Guillaume Repin oficiind o mesă ilegală în timpul represiunii din Vendée, executat de maistrul sticlar Jean Clamens.

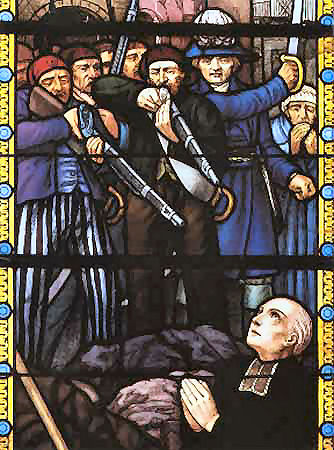
Abatele François Nicolas îngropat de viu de soldaţii republicani
Vitraliu al bisericii din Chambretaud

### Abatele François Nicolas
François Nicolas, s-a născut în Saint-Martin-l’Ars-en-Tiffaufges la 11 ianuarie, 1761. Numit vicar la Chambretaud, a refuzat să depună jurământul de credință față de revoluția franceză, desfășurându-și activitatea în ilegalitate. Cu toate că era deghizat, a fost recunoscut de o cerșetoare din Mortagne-sur-Sèvre, în momentul în care preotul îi dădea niște bani. Cerșetoarea l-a denunțat autorităților republicane, care au trimis trupe ca să-l aresteze la Saint-Martin-l’Ars-en-Tiffaufges unde se ascundea la părinții săi. A fost dus la Mortagne-sur-Sèvre unde, după un proces sumar, a fost condamnat la moarte. A fost îngropat în picioare, în piața principală, în fața clădirii cunoscută drept “Logis de Beauregard », rămănându-i doar capul afară. Soldații au tras cu puștile în cap, încercând să nu-l omoare imediat. Preotul a murit abea după al douăzecelea glonț. Soldații i-au tăiat apoi capul, cu care s-au jucat pe străzile orășelului Mortagne, lovindu-l cu piciorul.en face du Logis de Beauregard. O mică cruce de granit cu o placp comemorativă a fost ridicată în locul unde a fost martirizat. 
Uciderea abatelui Nicolas face obiectul unui vitraliu al bisericii din Chambretaud, executat de maisturul sticlar R. Desjardins din Angers în 1931 

### Abatele Cantiteau
Abatele Cantiteau, paroh al localității Le Pin-en-Mauges în perioada 1785- 1817, a fost unul din cornicarii epopeii generalului Cathelineau. Acțiunile revendicative au început la slujba de la miezul nopții pe care a celebrat-o în noaptea de Crăciun 25 decembrie 1791 la biserica Saint-Pauvin din localitate. 
La 30 aprilie 1792 un grup de reprezentanți a 30 de parohii din Vendée au adresat o petiție regelui Ludovic al XVI-lea, solicitându-i să permită revenirea preoților refractari, în conformitate cu articolul X din Declarația Drepturilor Omului care prevedea că:
 "Nimeni nu trebuie persecutat pentru opiniile sale, chiar cele de ordin religios"
și articolul XI care prevedea că:
 "orice cetățean are dreptul să se exprime, să scrie și să-și tipărească părerile în mod liber".
Autoritățile au reacționat în mod dur, dovedind că Declarația Drepturilor Omului (1789) era o simplă declarație demagogică, pe care autoritățile nu aveau nicio intenție de a o respecta. Peste patru sute de preoți refractari au fost arestați și condamnați la Angers. Alți preoți refractari, printre care și abatele Cantiteau, s-au ascuns dar au rămas activi în mobilizarea populației împotriva forțelor republicane. 

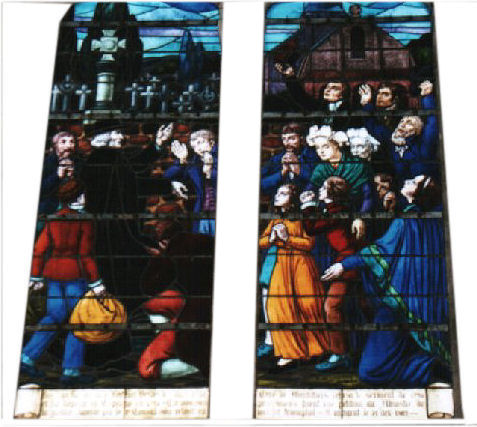
Reîntoarcerea abatelui Raison, paroh în Montilliers, în 1801, după exilul său în timpul revoluţiei franceze.
Vitraliu al bisericii din Montilliers

Abatele Cantiteau este cel care l-a determinat pe Cathelineau să se ridice împotriva forțelor republicane și care a fost în permanență în apropierea generalului. El a fost cel care a ascultat spovedania generalului Cathelineau pe patul de moarte și care i-a dat ultima împărtășanie. Tot abatele Cantiteau este cel care a citit discursul la înmormântarea lui Cathelineau în august 1793    Un vitraliu al bisericii Saint-Pavin din Le Pin-en-Mauges este dedicat abatelui Cantiteau, prezentându-l oficiind o slujbă ilegală. Vitraliul, realizat de Jean Clamens, este o donație a lui Henri Gabory și al Louisei Gabory. 

### Preotul Raison
Unul dintre vitraliile dedicate conducătorilor religioși din Vendée este cel al preotului Raison din Montilliers care în 1790 a refuzat să presteze jurământul și care a fost silit să trăiască în exil în Spania din 1792 până în 1801. Vitraliul, realizat în 1929 și instalat în biserica Saint-Hilaire din Montilliers prezintă întoarcerea din exil a preotului Raison.

### Abatele Jean Buchet
Există puține date asupra lui Jean Buchet. În timpul revoluției, era vicar în localitatea La Séguinière ; refuzând să presteze jurământul de credință față de revoluție, a lucrat în clandestinitate, fiind cunoscut pentru mesele în aer liber pe care le organita, de cele mai multe ori în timpul nopții, în pădurea de stejari din Moulinard. 
Trei dintre acești stejari seculari mai există și astăzi și marchează locul unde se țineau serviciile religioase ale preotului Jean Buchet. După primul val de represiuni a fost numit paroh în comuna Jalognes din provincia Berry. S-a raliat armatei contra-revoluționare a generalului Antoine Le Picard de Phélippeaux. Căutând să ajute soldații răniți în timpul luptelor din Sens-Beaujeu din 1797 a fost atins de un glonț, iar apoi corpul i-a fost străpuns de mai multe lovituri de baionetă. 
Un vitraliu al bisericii Notre-Dame-de-l’Assomption din La Séguinière îl prezintă pe preotul Jean Buchet pe când oficiază o mesă ilegală în zorii zilei în pădurea Moulinard . Unul din stejarii seculari este prezentat în fundalul vitraliului. Vitraliul, realizat de maistrul sticlar Bordereau în perioada 1954-1957 a fost donat de muncitorii fabricii de pantofi din localitate dovadă că memoria războiului din Vendée este vie nu numai în rândurile populației rurale dar și în cea a muncitorilor din industrie, care erau foarte puțini în satele din Vendéé în perioada revoluției franceze în .  

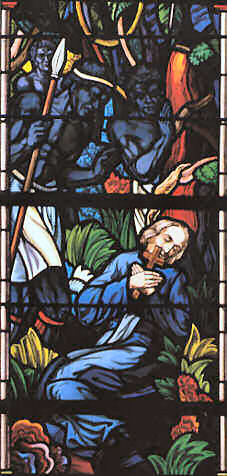
Descoperirea cadavrului abatelui Pierre Brénugat în jungla din Guyana.
Vitraliu al bisericii din Bazoges-en-Paillers

### Abatele Pierre Brénugat
Abatele Pierre Brénugat, născut la Pornic în 1746 era un vicar al preotuiui Bonneau, care și-a piedut viața în timpul războiului din Vendée). Refuzând să presteze jurământul de credință din 1790 și 1793 față de revoluția franceză, Brénugat a continuat să-și desfășoare activitatea în clandestinitate. Arestat în 1797, la 8 frimaire anul VI i.e. 18 decembrie 1797 a fost condamnat la deportare în Guyana, pentru activitatea de corupere a opiniei publice din cantonul Saint-Fulgent, ai cărui locuitori, foarte fanatici, nu erau dispuși să se ralieze cu sinceritate ideilor promovate de guvern. Vicarul a murit de inaniție în 1798 într-o pădure din Kononama, forțele republicane contând pe decesul celor deportați și nealocând alimente decât pentru trei luni de zile pentru fiecare deținut. Decesul abatelui Pierre Brénugat a fost înregistrat de autorități la 22 fructidor anul VI, i.e. 8 septembrie 1798. Un vitraliu al bisericii din Bazoges-en-Paillers, distrusă în timpul războiului din Vendée și reconstruită în 1905, este dedicată abatelui Brénugat, prezentând descoperirea cadavrului preotului în jungla din Guyana. Vitraliul prezintă interes din cauza caracterului exotic al scenei, cu un grup de indigeni care se apleacă asupra corpului preotului. Scena pare să sugereze faptul că indigenii din Guyana erau mai puțin sălbatici decât soldații republicani. Vitraliul are importanță deoarece scoate în evidență falsitatea afirmației că represaliile din Vendée ar fi avut loc doar în timpul "Terorii" și că nu ar fi fost continuate de regimul republican după răsturnarea lui Robespierre.   

### Abatele Mathieu de Gruchy
Abatele Mathieu de Gruchy era un marinar născut în Insula Jersey în 1761. Făcut prizonier de Francezi, s-a convertit la catolicism în 1780 și s-a preoțit în 1788, fiind numit vicar al parohiei Beauvoir-sur-Mer. Exilat pentru că nu a vrut să depună jurământul de credință față de revoluție, Mathieu de Gruchy revine și își continuă activitatea în clandestinitate. Fiind arestat, este dus la Nantes unde este condamnat la moarte și executat la 28 noiembrie 1797. 
Un vitraliu al bisericii din Beauvoir-sur-Mer arată drumul său spre locul de execuție, însoțit de soldați revoluționari. Vitraliul a fost executat de maiștri sticlari Uzureau și J.P. Pervez. Un alt vitraliu cu aceeași temă se află în biserica Saint-Médard din Saint-Mars-la-Réorthe. Vitraliul a fost realizat de maistrul sticlar Degas în anii 1950.
Vitraliile prezintă o importanță deosebită scoțând în evidență, ca și vitraliul anterior, faptul că persecuțiile anticreștine din Vendée nu au încetat odată cu terminarea "Terorii" și cu căderea lui Maximilien de Robespierre ci au continuat cu mulți ani după aceea.   

### Abatele Jacques Bouchet
Unele vitralii scot în evidență activitatea preoților armatei catolice și regale în temperarea soldaților și în asigurarea respectării moralei creștine, contrastând cu acțiunile violente ale soldaților republicani. Un exemplu al unei asemenea vitraliu este cel al capelei Notre-Dame-de-Hautefoy din Saint-Paul-du-Bois, executate de atelierul de sticlărie Paul Barthe și Maurice René Bordereau în 1957. Vitraliul este dedicat abatelui Jacques Bouchet, născut în 1767 la Charensal. Bouchet s-a preoțit în 1791 dar și-a desfășurat apostolatul în ilegalitate, susținând armata catolică și regală. A murit la Moulins în 1838. Vitraliul arată o scenă care a avut loc în localitate, când Massicot, șef al unității militare din Saint-Paul-du-Bois și câțiva soldați din armata generalului Stofflet se confruntă cu abatele Bouchet, care îi admonestează, reamintindu-le obligația de a respecta regulile moralei creștine.   

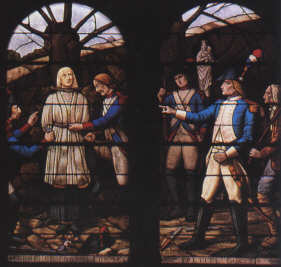
Martirul abatelui Louis Michel Voyneau
Vitraliu al bisericii Saint-Pierre din Les Lucs-sur-Boulogne (detaliu)

### Abatele Louis Michel Voyneau
Abatele Louis Michel Voyneau era preotul paroh al comunei Petits-Lucs. În momentul în care coloana infernală condusă de generalul Étienne Jean-François Cordellier-Delanoüe, după ce fusese înfrânt de armatele generalilor regaliști Charette și Guérin, se apropie de localitate, abatele, în vârstă de 70 de ani, îl întâmpină pe drumul din spre Malnaie și îl roagă pe general să nu se răzbune pe locuitorii comunei. Soldații republicani îl torturează în mod oribil, îi zmulg limba și inima pe care le strivesc cu pietrele de pe drum și îl ucid pe abate, la 27 februarie 1794, după care îi masacrează pe locuitorii comunei.        . Martirul abatelui Louis Michel Voyneau face obiectul unui vitraliu al bisericii Saint-Pierre din Les-Lucs-sur-Boulogne executat din maistrul sticlar Fournier în perioada 1939-1941. 

### Preotul Charles-Vincent Barbedette
Preotul Charles-Vicent Barbedette a fost numit în 1786 (după unele surse 1787) ca paroh al parohiei 
Saint-Pierre-du-Grand-Luc din cadrul comunei Les Lucs-sur-Boulogne. Având în vedere că Barbedette, deși refuzase să presteze jurământul de credință față de revoluția franceză, continua să-și exercite funcția de paroh, autoritățile republicane au emis împotriva lui un ordin de deportare, determinându-l să continue activitatea în mod clandestin. În momentul în care începe răscoala din Vendée, Barbedette acceptă să facă parte, ca membru necombatant, din comitetul monarhist de la Palluau, de sub comanda lui Jacques Guerry du Cloudy și a lui Jean-Baptiste Joly. Barbedette s-a raliat armatei generalului Joly, în calitate de preot militar, oficiind slujbele religioase pentru soldați și în același timp ocupându-se de îngrijirea răniților. A fost el însuși rănit și s-a ascuns în zona Les Lucs. După masacrul de la Petit-Luc a întocmit un "martirolog" în care a consemnat numele tuturor celor uciși de republicani. În 1794 rămâne unul din puținii preoți refractari care mai este activ în rândurile populației locale. Refuză din nou, în 1975 să presteze jurământul și este urmărit de autorități timp de mai mulți ani. Un raport al autorităților republicane din 1797 îl caracterizează în modul următor:

"Om periculor, cel mai sângeros care a existat în timpul războiului" (deși nu există nicio dovadă că preotul Barbedette ar fi omorît măcar un singur om) "el a ridicat totdeauna oamenii la rebeliune și a fost totdeauna refractar legislației revoluționare, ascunzându-se de îndată de a aflat de legea din 19 fructidor. El este în prezent deghizat și parcurge zonele rurale, unde distilează otrava fanatismului și a discordiei."

O decizie emisă la Fontenay la 5 ianuarie 1798 ordonă arestarea lui și deportarea lui în Guyana, dar preotul rămâne insesizabil și invizibil. După 19 fructidor, generalul Jean-Pierre Travot îi scrie comisarului Coyaud că toate încercările de a-l prinde pe Barbedette au eșuat. În continuare nu mai există date despre preotul Barbedette și se presupune că a murit în anul 1800.   
Activitatea ilegală a lui Charles-Vicent Barbedette a dat naștere la numeroase legende populare. O parte dintre acestea sunt prezentate în virtraliul "Domnului Barbedette" al bisericii Saint-Pierre din Les-Lucs-sur-Boulogne, executate de Fournier în anii 1939-1941. Vitraliul pare o succesiune din benzile de desene, prezentând o serie din aceste legende anume:
- Dl. Barbedette, în uniformă de husar, eliberând un țăran care fusese arestat în locul său [174]
- Dl. Barbedette reluându-și pălăria dintr-un loc unde soldații republicani dormeau [175]
- Dl. Barbedette deghizat în cerșetor, ducând la Morelière o patrulă care îl căuta [176]
- Dl. Barbedette în fața cadavrelor credincioșilor omorîți în masacrul din 28 februarie 1794 [177]
- Dl. Barbedette refuză să facă jurământul de credință republican [178]
- Dl. Barbedette povestind abatelui Vrignard despre drumul său la Sables și cum, deși rănit, a scăpat cu viață [179]

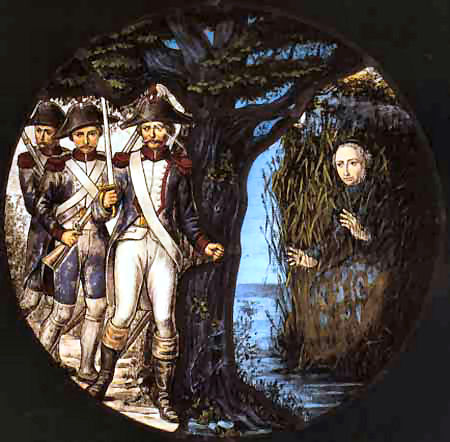
Abatele Mongazon ascunzându-se într-un răchitiş de soldaţii republicani care îl urmăreau
Vitraliu al bisericii Notre-Dame din Beaupréau

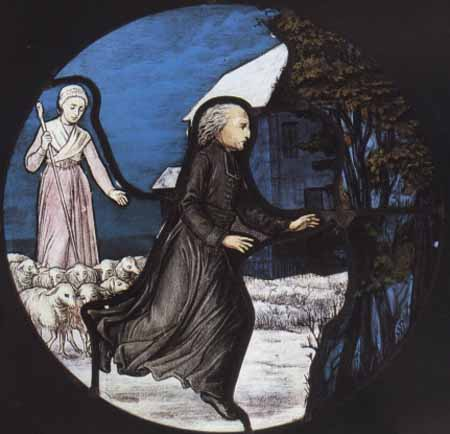
O ţărancă îşi duce turma să şteargă urmele abatelui Mongazon
Vitraliu al bisericii Notre-Dame din Beaupréau

- Bardette ajutând un țăran rănit în timpul masacrului de la Petit-Luc [180]
- Barbedette slujind la mesa de miezul nopții de Crăciun într-o pădure [181] [182] [183] [184] [185]

### Abatele Urbain Loir-Mongazon
Urbain Loir-Mongazon s-a născut la 30 decembrie 1761 la Saumur și a urmat seminarul din Angers, fiind apoi trimis ca profesor la colegiul din Beaupréau. A fost preoțit în 1877, fiind trimis ca vicar la parohia Saint-Martin din Beaupréau, continuându-și în același timp activitatea didactică. În 1792, corpul didactic al colegiului a refuzat, în unanimitate, să depună jurământul de credință față de republică. Autoritățile din Beaupréau au oferit corpului didactic posibilitatea de a se refugia în Anglia. Trei dintre preoți, printre care și Mongazon, au refuzat și au continuat să lucreze în clandestinitate, fixându-și centrul de activitate în localitatea Le Boupère. În momentul începerii ostilităților din 1793, Mongazon s-a apropiat de forțele armate ale generalului d'Elbée și s-a instalat din nou la Beaupréau. A rămas în zonă, lucrând în clandestinitate chiar în timpul represiunilor, în urma decretului din 18 fructidor anul 5 (4 septembrie 1797), când mulți dintre preoți au fost din nou arestați, cerându-li-se un nou jurământ de credință, represalii care au durat până în 1799. În această perioadă el se stabilise în ferma La Gâtine, greu accesibilă, situată între localitățile Andrezé și Jallais. Urbain Loir-Mongazon a putut totuși, în 1796, să deschidă o școală la Beaupréau, pe care a fost obligat să o închidă la începutul anului 1798. După terminarea represiunilor, Mongazon a înființat colegiul teologic de la Beaupréau, ajungând directorul acestuia.
 
Există două vitralii dedicate preotului Urbain Loir-Mongazon, ambele bazate pe descrierile aventurilor lui când era urmărit de soldații republicani. Unul dintre vitralii îl prezintă pe Monhgazon ascunzându-se într-un răchitiș din balta La Juinière. Un al doilea vitraliu arată o țărancă ducându-și oile peste urmele lăsate în zăpadă de Mongazon, pentru a împiedica soldații republicani să-i găsească ascunzișul; acest epizod este de relatat în descrierea aventurilor lui Mongazon. Cele două vitralii au fost realizate de maistrul sticlar Heinrich Ely în 1863 și au fost instalate în biserica Notre-Dame din Beaupréau.  

### Preotul André Morennes
Preotul André Morennes, originar din Saint-Hernand (în prezent Sainte-Hermine) a fost vicar la Saint-Denis-la-Chevasse și la Soullans. În 1783 a fost numit paroh la Saint-Mars-la-Réorthe, unde l-a prins revoluția. Refuzând să depună jurământul de credință față de revoluție, André Morennes lucrează în ilegalitate. Centru religios din Saint-Mars-la-Réorthe se mută în castelul La Traverserie, unde Doamna Mesnard de Toucheprès le pune la dispoziție capela castelului și îl adăpostește pe Morennes. În septembrie 1791 doamna de Toucheprès părăsește castelul, dar permite continuarea activității preotului Morennes. Coloana infernală a generalului Jean-Pierre Boucret îl arestează și execută la 28 ianuarie 1794 și incendiază castelul  
În biserica Saint-Médard din Saint-Mars-la-Réorthe există un vitraliu representând arestarea preotului André Morennes de către trupele republicane, realizat de maistrul sticlar Degas în anii 1950. Scena arată în fundal castelul La Traverserie. 

### Abatele Simon-Jean Gruget
Născut în Beaupré la 14 aprilie 1751, Abatele Simon-Jean Gruget a fost numit vicar la Angers în 1795 și apoi paroh al bisericii Sfintei Treimi din Angers în 1784, funcție pe care a îndeplinit-o până la moartea sa în 1840. Refuzând să presteze jurământul de credință față de revoluție, el nu a părăsit orașul Angers ci și-a continuat activitatea în clandestinitate. Reușind să nu fie descoperit în ascunzătorile sale, el și-a reluat parohia după perioada de interdicție a bisericii. Abatele Gruget și-a scris memoriile, care cuprind o relatare a unui martor ocular al masacrelor din Angers.  
În afară de reprezentarea din vitraliul lui Bonchamps, amintit anterior, abatele Simon-Jean Gruget este reprezentat și într-un vitraliu al bisericii din Avrillé, efectuând ritualul de iertare a păcatelor pentru martirii duși la execuție spre La Meignane. 

## Vitralii dedicate altor victime ale represiunii
Numeroase vitralii sunt dedicate altor victime ale represiunii din Vendée. 

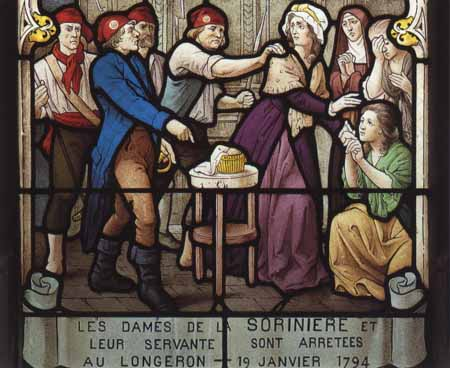
Doamnele de la Sorinière arestate la Longeron la 19 ianuarie 1794

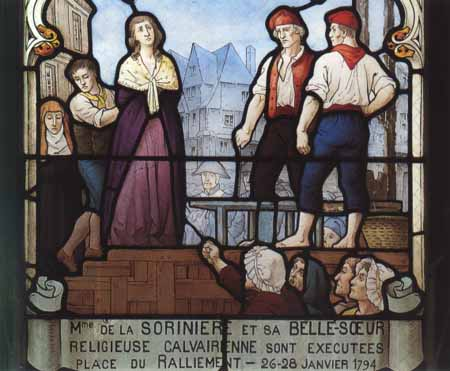
Execuţia călugăriţei Rosalie du Verdier de la Sorinière şi a cumnatei sale la 26-28 ianuarie 1794

### Doamnele de la Sorinière
Cele patru doamne ale familiei de la Sorinière, unele din victimele civile cele mai cunoscute ale represiunii republicane din Vendée sunt:
- Marie de la Dive, văduvă Du Verdier, născută în 18 mai 1723 la Saint-Crespin-sur-Moine, executată în 26 ianuarie 1794 la Angers;
- Rosalie du Verdier de la Sorinière, călugăriță a ordinului Calvarului, născută în 12 august 1745 la Chemillè, executată în 27 ianuarie, 1794 la Angers;
- Catherine du Verdier de la Sorinière, născută în 29 iulie, 1758 la Chemillé, executată în 10 februarie 1794 la Avrevillé:
- Marie Louise du Verdier de la Sorinière, născută în 27 iunie 1765 la Chemillé, executată în 10 februarie 1974 la Avrevillè.

Biserica catolică le-a declarat martire ale credinței și au fost beatificate de papa Ioan Paul al II-lea la 19 februarie 1984, fiind celebrate în ziua de 1 februarie. Deși Marie de la Dive era cumnata celor trei surori și cele patru martire au fost executate la date și în locuri diferite, în legendele populare ele sunt denumite surorile martir de la Sorinière și în vitralii ele sunt frecvent reprezentate împreună.    
Un prim vitraliu dedicat doamnelor de la Sorinière se află în biserica Înălțării Domnului din La Boissière-de-Montaigu. Vitraliul reprezintă o scenă imaginară în care maica Rosalie du Verdier de la Sorinière se desparte de surorile și cumnata ei fiind dusă la execuție. 
Alte două scene se găsesc în partea de jos a vitraliului "Rugăciunea Tatăl Nostru spusă de soldații lui d'Elbée" din biserica Saint-Pierre din Chemillé, executate de Jean Clamens în 1917. Prima scenă reprezintă arestărea doamnelor de la Sorinière și a servitoarei lor la Longeron la 19 ianuarie 1794 de către soldații republicani > 
A doua scenă reprezintă execuția doamnei Du Verdier și a surorii sale, călugărița Rosalie du Verdier de la Sorinière la 26-28 ianuarie 1794 

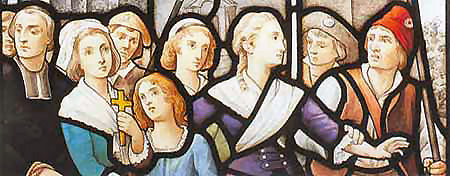
Arestarea doamnei Louise Amata Déan de Luigné de soldaţii republicani, înainte de execuţia ei la 1 februarie 1794
Vitraliu al Saint-Louis-du-Champ-des-Martyrs din Avrillé.

### Doamna Déan de Luigné
Louise Aimée Déan de Luigné s-a născut la Argenton-Notre-Dame în 17 noiembrie 1754 și a fost executată la Avrillé în 1 februarie 1794 împreună cu mama ei Louise Olympe Rallier de la Tertinière, născută la Château-Gontier, în 24 aprilie 1732, măritată Déan de Luigné. Cele două femei au fost beatificate de papa Ioan-Paul al II-lea la 19 februarie 1984. Vitraliul bisericii Saint-Louis-du-Champ-des-Martyrs din Avrillé realizat de Jean Clamens, reprezentând arestarea de către trupele revoluționare a doamnei Déan de Luigné.

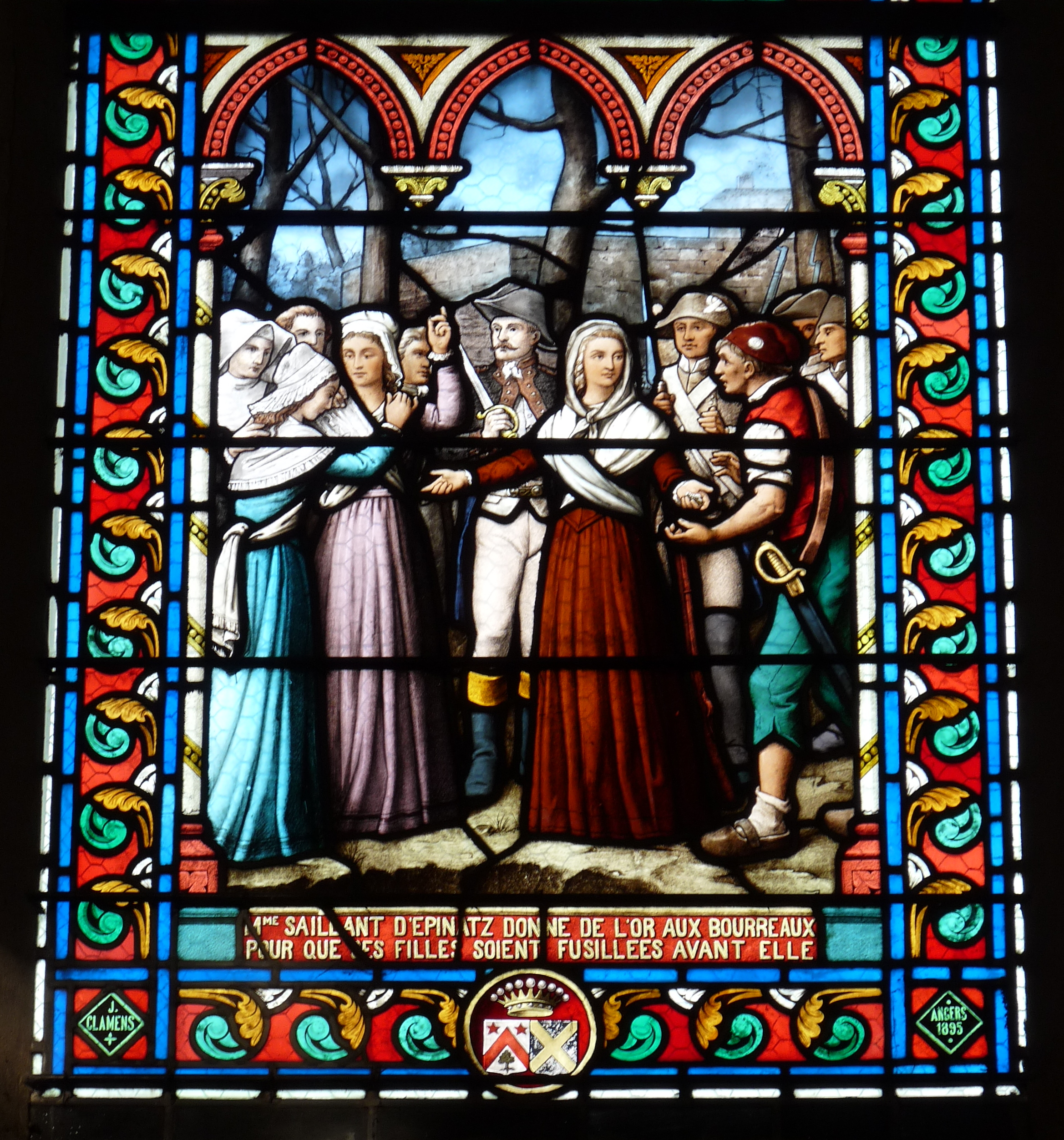
Execuţia doamnei Perrine-Charlotte Sailland d’Epinatz şi a fiicelor ei.
Vitraliu al capelei Saint-Louis-du-Champ-des-Martyrs din Avrillé

### Familia Saillaint d'Epinatz
Perrine-Charlotte Phélippeaux (măritată Sailland d’Epinatz) născută la Saumur la 13 mai 1740 și cele trei fiice ale ei, Jeanne Marie Sailland d'Epinatz, născută la Saumur în 3 iulie 1769, Madeleine Sailland d'Epinatz născută la Saumur în 9 august 1770 și Perrine-Jeanne Sailland d'Epinatz născută la Saumur în 4 martie 1768 împreună cu servitoarea lor Françoise Bonneau născută la Saint-Léger-en-Anjou în 1761 au fost executate în ziua de 1 februarie 1794. Fiind considerate martire, au fost beatificate de papa Ioan Paul al II-lea la 19 februarie 1784. 
Un vitraliu al Capelei Saint-Louis-du-Champ-des-Martyrs din Avrillé, executat în 1894 de Jean Clamens după un carton de Victor Livache reprezintă execuția familiei Saillant d'Epinatz. Scena o arată pe Perinne-Charlotte Saillant d'Epinatz mituindu-l cu câteva monezi de aur pe călău, pentru ca acesta să execute întâi fiicele, astfel încât să le scutească supliciul suplimentar de a asista la uciderea mamei lor. 

### Marie-Agathe de Hillerin de Boistissandeau
Marie-Agathe de Hillerin de Boistissandeau (născută Bouret de Neuvron) era soția lui Jean-Baptiste-Laurent de Hillerin de Boistissandeau, membru corespondent al Academiei de Științe a Franței, inventatorul unei mașini de calcul. Cea mai mare dintre fiicele ei, Armande de Hillerin de Boistissandeau era măritată cu Gabriel-Louis-Jacques-Barthélemy des Nouhes de Robineau.
În 31 ianuarie 1794, Marie-Agathe, care era în vârstă și neputincioasă, împreună cu cele două fiice ale ei au fost asasinate de un grup de 5 husari republicani pe treptele castelului Boistissandeau din localitatea Les Herbiers. În 1942, castelul a fost donat congregației "Frères de Saint-Gabriel" care au instalat un noviciat în castel. Cu prilejul reabilitării castelului, în capela acestuia a fost instalat vitraliul "Massacrarea Doamnei de Hillerin", executat de maistrul sticlar Van Guy în 1957  

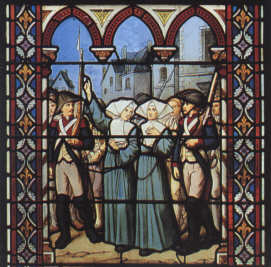
Călugărițele Marie-Anne Valliot și Odile Baumgarten duse la execuție de gărzile revoluționare la Avrillé la 1 februarie 1794

### Marie-Anne Vaillot și Odile Baumgarten
Marie-Anne Vaillots s-a născut în 13 mai 1736 la Fontainebleau. Tatăl ei a murit la câteva luni după nașterea ei, mama ei remăritându-se mai târziu. A intrat în ordinul monahal "Saint-Vincent-de-Paul" în 25 septembrie, 1761 urmând cursurile seminarului din Paris. A lucrat în spitalele de la Saint-Louis-en-l'Île, Fontenay-le-Comte, Longué-Jumelles și Saint-Pierre-Montlimart, ajungând în cele din urmă la spitalul Saint-Jean din Angers. În momentul arestării sale era responsabilă cu depozitele de alimente. În timpul procesului a fost întrebată de judecătorul Vacheron care sunt motivele pentru care refuză să depună jurământul de credință. Marie-Anne a susținut că conștiința ei nu-i permite să depună jurământul, explicând:

"Am făcut sacrificiul de a-mi părăsi părinții când eram foarte tănără, pentru a îngriji pe cei nevoiași. Am făcut sacrificiul de a nu mai purta hainele mele monahale, îmbrăcându-le pe cele în care mă vedeți acum. Am făcut sacrificiul de a purta cocarda tricoloră"

Această declarație a fost prost primită de judecător, care a condamnat-o la moarte. 
Odile Baumgarten s-a născut în 15 noiembrie, 1750 la Gondrexange, Lorena. A intrat în ordinul monahal "Saint-Vicent-de-Paul" în 4 august 1775, urmând cursurile seminarului din Metz. În 1776 a fost repartizată la Brest, fiind transferată în anul următor la spitalul din Angers. A lucrat ca șefă a farmaciei spitalului, funcție pe care o avea în momentul arestării ei.
Cele două călugărițe au fost martirizate în 1 februarie 1974, la Avrillé. Cele două martire au fost beatificate de Papa Ioan-Paul II în 19 februarie 1984 împreună cu alte 97 victime ale masacrului din Avrillé.    

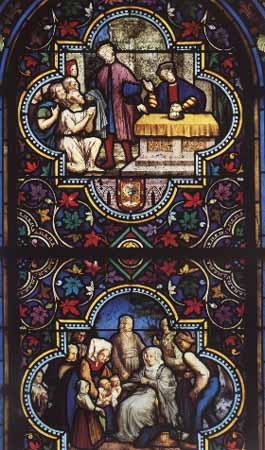
Vitraliul marchizei de La Rochejaquelein din capela Castelului de Clisson

### Marchiza de La Rochejaquelein
Marie Louise Victoire de Donnissan s-a născut la Versailles la 25 octombrie 1772. La vârsta de 17 ani s-a măritat cu marchizul de Louis de Salgues de Lescure, pe care l-a însoțit în Vendée în timpul războiului civil. După moartea lui Lescure, în 1801, s-a măritat cu marchizul Louis de La Rochejacquelein, fratele generalului Henri de La Rochejaquelein și a trăit pe proprietatea lor, refuzând ofertelor făcute de Napoleon de fi angrenați în diferite funcții publice. În 1814 au luat amândoi parte la mișcările regaliste de la Bordeaux. În 1815, Louis de La Rochejaquelein a încercat să organizeze o nouă revoltă în Vendée, împotriva lui Napoleon dar a fost ucis în bătălia de la Pont des Marthes la 4 iunie 1815. Marchiza de La Rochejaquelein a murit la Orléans în 1857. Ea este cunoscută pentru memoriile sale, care prezintă războiul de Vendée din punctul de vedere ar regaliștilor. 
Un vitraliu dedicat marchizei de La Rochejaquelein, realizat de maistrul sticlar parizian Émile Hirsch (1832-1904) a fost instalat în capela castelului de Clisson din Boismé cu ocazia renovării acesteia în 1878.

### Lucrări alegorice
Unele din vitraliile mai moderne abandonează reprezentările figurative și prezintă diferite imagini alegorice. Dintre acestea pot fi menționate:
- vitraliul "Credința din Vendée" al bisericii din Saint-Laurent-de-la-Plaine, realizat în 1955 de Abel Pineau. [220]

- vitraliul « Alegoria luptătorului din Vendée » al bisericii Saint-Pierre din Chantonnay, realizat de Bréjon-Sire în 1987 după un carton de Landucci  Arhivat în 13 octombrie 2008, la Wayback Machine.

- vitraliul "Alegoria războiului din Vendée" al basilicii Louis Grignon de Monfort din Saint-Martin-sur-Sèvre  Arhivat în 21 noiembrie 2008, la Wayback Machine.

## Concluzii
Vitraliile bisericilor din zona în care a avut loc războiul din Vendée nu sunt documente istorice. Ele prezintă însă modul în care populația locală percepe acest război și arată memoria războiului în perioada de circa 100 - 200 de ani după terminarea războiului când au fost executate vitraliile. Toate vitraliile arată că suferințele suferite de populația locală din cauza represiunii brutale a forțelor republicane sunt departe de a fi uitate și scot în evidență o condamnare puternică a abuzurilor comise. Vitraliile prezintă o imagine în care revoluția franceză și republica franceză constituie un bloc unitar sângeros, care se opune Franței rurale, martirizate din cauza determinării ei de a-și apăra credința și convingerile.
În afară de temele cu caracter religios, vitraliile omagiază eroismul conducătorilor militari regaliști ai războiului din Vendée, o reacție împotriva ignorării lor de către autoritățile de la Paris. Nu este lipsit de importanță faptul că pe arcul de triumf de la Paris, inaugurat pe vremea regelui Louis Philippe, sunt trecute numele generalui Louis Marie Turreau și ale altor generali care au ordonat masacrele populației civile din Vendée, dar niciunul din generalii regaliști din perioada războaielor revoluție franceze. Această contradicție ilustrează faptul că, spre deosebire de războaiele civile din alte țări, unde se onorează cei căzuți de ambele părți, în Franța nu s-a ajuns la o reconciliere oficială a beligeranților. 
Vitraliile arată că pentru populația din Vendée, "Declarația Drepturilor Omului", prezentată de mulți istorici ca un document care definește începutul unei epoci istorice noi, în care se elimină caracterul arbitrar al regimurilor absolutiste anterioare, este de fapt o ficțiune, realitatea fiind instaurarea unui regim mai brutal decât cel anterior. Vitraliile arată că pentru populația din Vendée, lozinca "Libertate, Egalitate, Fraternitate", considerată și în prezent ca o definiție a valorilor republicii franceze, nu era decât o frază demagogică, lipsită de conținut chiar pentru reprezentanții acestei republici. 
 
La 14 iulie 1795, după înnăbușirea revoltei din Vendée, cântecul La Marseillaise a fost declarat imn național al Republicii Franceze. Cântecul conține versurile: 
| Entendez-vous dans nos campagnes Mugir ces féroces soldats? Ils viennent jusque dans vos bras Égorger vos fils et vos compagnes. | Îi auziți pe plaiurile noastre Mugind pe-acești soldați sălbatici? Ei vin și chiar în brațele voastre Vă omoară copii și nevestele |

Vitraliile arată limpede pe cine vedeau locuitorii din Vendée ca soldați sălbatici ucigași: erau soldații Republicii Franceze. Și vitraliile își mențin rolul de a aminte noilor generații despre suferințele din timpul unui război civil pe care istoriografia oficială continuă să îl prezinte doar ca o răscoală regională.